# Bahnstrecke Heidenau–Kurort Altenberg
| Streckennummer: | 6605; sä. HA                                          |                                                        |                                                        |
| Kursbuchstrecke (DB): | 246, 246.1                                            |                                                        |                                                        |
| Streckenlänge: | 38,004 km                                             |                                                        |                                                        |
| Spurweite: | 1435 mm (Normalspur)                                  |                                                        |                                                        |
| Streckenklasse: | Heidenau–Köttewitz: D4 Köttewitz–Kurort Altenberg: B2 |                                                        |                                                        |
| Maximale Neigung: | 36 ‰                                                  |                                                        |                                                        |
| Minimaler Radius: | 139 m                                                 |                                                        |                                                        |
| Streckengeschwindigkeit: | 70 km/h                                               |                                                        |                                                        |
| |                                                       |                                                        |                                                        |
| \| \| \| von Dresden-Neustadt \| \| \| \| 0,000 \| Heidenau \| 120 m \| \| \| \| nach Děčín hl.n. \| \| \| \| 0,086 \| EÜ Güterbahnhofstraße (13 m) \| EÜ Güterbahnhofstraße (13 m) \| \| \| 0,665 \| EÜ Staatsstraße 172 (23 m) \| EÜ Staatsstraße 172 (23 m) \| \| \| \| Bundesautobahn 17 \| \| \| \| 2,580 \| Dohna (Sachs) (ehem. Bf) \| 134 m \| \| \| 2,841 \| EÜ Gamiger Straße (10 m) \| EÜ Gamiger Straße (10 m) \| \| \| 3,561 \| EÜ Sürßener Weg (35 m) \| EÜ Sürßener Weg (35 m) \| \| \| 4,360 \| Awanst Fluorchemie Dohna \| Awanst Fluorchemie Dohna \| \| \| 4,710 \| Köttewitz \| 165 m \| \| \| 5,233 \| Viadukt Köttewitz (92 m) \| Viadukt Köttewitz (92 m) \| \| \| 5,420 \| Tunnel Köttewitz (198 m) \| Tunnel Köttewitz (198 m) \| \| \| 5,820 \| Weesenstein \| 171 m \| \| \| 5,922 \| Brücke Müglitztal (52 m) \| Brücke Müglitztal (52 m) \| \| \| 6,095 \| Tunnel Weesenstein (240 m) \| Tunnel Weesenstein (240 m) \| \| \| 6,229 \| Müglitzbrücke (16 m) \| Müglitzbrücke (16 m) \| \| \| 6,332 \| Müglitzbrücke (13 m) \| Müglitzbrücke (13 m) \| \| \| 7,176 \| Brücke Müglitztal (45 m) \| Brücke Müglitztal (45 m) \| \| \| 7,617 \| Brücke Müglitztal (68 m) \| Brücke Müglitztal (68 m) \| \| \| 7,990 \| Burkhardswalde-Maxen (ehem. Bf) \| 188 m \| \| \| 8,572 \| Müglitzbrücke (30 m) \| Müglitzbrücke (30 m) \| \| \| 8,797 \| Müglitzbrücke (22 m) \| Müglitzbrücke (22 m) \| \| \| 9,062 \| Müglitzbrücke (14 m) \| Müglitzbrücke (14 m) \| \| \| 9,420 \| Anst Vereinigte Zellstofffabriken Pirna – Peschelmühle \| Anst Vereinigte Zellstofffabriken Pirna – Peschelmühle \| \| \| 10,080 \| Mühlbach (b Pirna) \| 205 m \| \| \| 10,301 \| Müglitzbrücke (11 m) \| Müglitzbrücke (11 m) \| \| \| 10,386 \| Brücke Mühlgraben (11 m) \| Brücke Mühlgraben (11 m) \| \| \| 11,219 \| Müglitzbrücke (32 m) \| Müglitzbrücke (32 m) \| \| \| 12,674 \| Müglitzbrücke (72 m) \| Müglitzbrücke (72 m) \| \| \| 13,340 \| Niederschlottwitz (ehem. Bf) \| 238 m \| \| \| 13,610 \| Anst Agrochemisches Zentrum \| Anst Agrochemisches Zentrum \| \| \| 13,667 \| Anst Gießerei und Maschinenbau Schlottwitz \| Anst Gießerei und Maschinenbau Schlottwitz \| \| \| 13,880 \| Müglitzbrücke (13 m) \| Müglitzbrücke (13 m) \| \| \| 14,747 \| Müglitzbrücke (14 m) \| Müglitzbrücke (14 m) \| \| \| 15,540 \| Oberschlottwitz \| 269 m \| \| \| 15,651 \| Brücke Müglitztal (66 m) \| Brücke Müglitztal (66 m) \| \| \| 17,066 \| Müglitzbrücke (40 m) \| Müglitzbrücke (40 m) \| \| \| 17,533 \| Müglitzbrücke (13 m) \| Müglitzbrücke (13 m) \| \| \| 17,658 \| Müglitzbrücke (17 m) \| Müglitzbrücke (17 m) \| \| \| 18,178 \| Tunnel Brückenmühle (Pilztunnel; 292 m) \| Tunnel Brückenmühle (Pilztunnel; 292 m) \| \| \| 18,373 \| Brücke Müglitztal ( m) \| Brücke Müglitztal ( m) \| \| \| 18,809 \| EÜ (11 m) \| EÜ (11 m) \| \| \| 18,921 \| Müglitzbrücke ( m) \| Müglitzbrücke ( m) \| \| \| 18,745 \| EÜ Am Kohlsteig (15 m) \| EÜ Am Kohlsteig (15 m) \| \| \| 19,006 \| Glashütte (Sachs) \| 320 m \| \| \| \| Anst PAKA Glashütte \| \| \| \| 19,508 \| Müglitzbrücke (10 m) \| Müglitzbrücke (10 m) \| \| \| 20,815 \| Tunnel Gleisberg (539 m) \| Tunnel Gleisberg (539 m) \| \| \| 21,113 \| Brücke Müglitztal (69 m) \| Brücke Müglitztal (69 m) \| \| \| 21,275 \| Brücke Müglitztal (64 m) \| Brücke Müglitztal (64 m) \| \| \| 21,483 \| Brücke Müglitztal (76 m) \| Brücke Müglitztal (76 m) \| \| \| 22,014 \| Brücke Müglitztal (67 m) \| Brücke Müglitztal (67 m) \| \| \| 22,280 \| Bärenhecke-Johnsbach \| 388 m \| \| \| 22,680 \| Anst BHG Mühle und Brotfabrik Bärenhecke \| Anst BHG Mühle und Brotfabrik Bärenhecke \| \| \| 23,848 \| Müglitzbrücke (14 m) \| Müglitzbrücke (14 m) \| \| \| 24,940 \| Bärenstein (b Glashütte/Sachs) (ehem. Bf) \| 418 m \| \| \| 25,842 \| Müglitzbrücke (15 m) \| Müglitzbrücke (15 m) \| \| \| 26,343 \| Müglitzbrücke (17 m) \| Müglitzbrücke (17 m) \| \| \| 26,55 \| Anst Sägewerk Bärenstein \| Anst Sägewerk Bärenstein \| \| \| 27,644 \| Müglitzbrücke (21 m) \| Müglitzbrücke (21 m) \| \| \| 27,803 \| EÜ (14 m) \| EÜ (14 m) \| \| \| 28,226 \| Müglitzbrücke (14 m) \| Müglitzbrücke (14 m) \| \| \| 28,480 \| Lauenstein (Sachs) (ehem. Bf) \| 471 m \| \| \| 29,440 \| Brücke Rotes Wasser (17 m) \| Brücke Rotes Wasser (17 m) \| \| \| 30,320 \| Hartmannmühle \| 522 m \| \| \| 30,870 \| Anst Ostdeutsche Hartsteinwerke \| Anst Ostdeutsche Hartsteinwerke \| \| \| 32,278 \| Tunnel Geising (235 m) \| Tunnel Geising (235 m) \| \| \| 32,530 \| Brücke Geising (76 m) \| Brücke Geising (76 m) \| \| \| 32,680 \| Geising (ehem. Bf) \| 590 m \| \| \| 36,130 \| Geisingberg-Sprungschanze \| 699 m \| \| \| 38,004 \| Kurort Altenberg (Erzgeb) \| 757 m \| \| \| \| \| \| \| Quellen: [1][2][3] \| \| \| \| |                                                       |                                                        |                                                        |
| Strecke |                                                       | von Dresden-Neustadt                                   | von Dresden-Neustadt                                   |
| Bahnhof | 0,000                                                 | Heidenau                                               | 120 m                                                  |
| Abzweig geradeaus und nach links |                                                       | nach Děčín hl.n.                                       | nach Děčín hl.n.                                       |
| Brücke | 0,086                                                 | EÜ Güterbahnhofstraße (13 m)                           | EÜ Güterbahnhofstraße (13 m)                           |
| Brücke | 0,665                                                 | EÜ Staatsstraße 172 (23 m)                             | EÜ Staatsstraße 172 (23 m)                             |
| Strecke mit Straßenbrücke |                                                       | Bundesautobahn 17                                      | Bundesautobahn 17                                      |
| Haltepunkt / Haltestelle | 2,580                                                 | Dohna (Sachs) (ehem. Bf)                               | 134 m                                                  |
| Brücke | 2,841                                                 | EÜ Gamiger Straße (10 m)                               | EÜ Gamiger Straße (10 m)                               |
| Brücke | 3,561                                                 | EÜ Sürßener Weg (35 m)                                 | EÜ Sürßener Weg (35 m)                                 |
| Abzweig geradeaus und nach links | 4,360                                                 | Awanst Fluorchemie Dohna                               | Awanst Fluorchemie Dohna                               |
| Haltepunkt / Haltestelle | 4,710                                                 | Köttewitz                                              | 165 m                                                  |
| Brücke | 5,233                                                 | Viadukt Köttewitz (92 m)                               | Viadukt Köttewitz (92 m)                               |
| Tunnel | 5,420                                                 | Tunnel Köttewitz (198 m)                               | Tunnel Köttewitz (198 m)                               |
| Haltepunkt / Haltestelle | 5,820                                                 | Weesenstein                                            | 171 m                                                  |
| Brücke | 5,922                                                 | Brücke Müglitztal (52 m)                               | Brücke Müglitztal (52 m)                               |
| Tunnel | 6,095                                                 | Tunnel Weesenstein (240 m)                             | Tunnel Weesenstein (240 m)                             |
| Brücke | 6,229                                                 | Müglitzbrücke (16 m)                                   | Müglitzbrücke (16 m)                                   |
| Brücke | 6,332                                                 | Müglitzbrücke (13 m)                                   | Müglitzbrücke (13 m)                                   |
| Brücke | 7,176                                                 | Brücke Müglitztal (45 m)                               | Brücke Müglitztal (45 m)                               |
| Brücke | 7,617                                                 | Brücke Müglitztal (68 m)                               | Brücke Müglitztal (68 m)                               |
| Haltepunkt / Haltestelle | 7,990                                                 | Burkhardswalde-Maxen (ehem. Bf)                        | 188 m                                                  |
| Brücke | 8,572                                                 | Müglitzbrücke (30 m)                                   | Müglitzbrücke (30 m)                                   |
| Brücke | 8,797                                                 | Müglitzbrücke (22 m)                                   | Müglitzbrücke (22 m)                                   |
| Brücke | 9,062                                                 | Müglitzbrücke (14 m)                                   | Müglitzbrücke (14 m)                                   |
| Abzweig geradeaus und ehemals nach links | 9,420                                                 | Anst Vereinigte Zellstofffabriken Pirna – Peschelmühle | Anst Vereinigte Zellstofffabriken Pirna – Peschelmühle |
| Haltepunkt / Haltestelle | 10,080                                                | Mühlbach (b Pirna)                                     | 205 m                                                  |
| Brücke | 10,301                                                | Müglitzbrücke (11 m)                                   | Müglitzbrücke (11 m)                                   |
| Brücke | 10,386                                                | Brücke Mühlgraben (11 m)                               | Brücke Mühlgraben (11 m)                               |
| Brücke | 11,219                                                | Müglitzbrücke (32 m)                                   | Müglitzbrücke (32 m)                                   |
| Brücke | 12,674                                                | Müglitzbrücke (72 m)                                   | Müglitzbrücke (72 m)                                   |
| Haltepunkt / Haltestelle | 13,340                                                | Niederschlottwitz (ehem. Bf)                           | 238 m                                                  |
| Abzweig geradeaus und ehemals von links | 13,610                                                | Anst Agrochemisches Zentrum                            | Anst Agrochemisches Zentrum                            |
| Abzweig geradeaus und ehemals nach links | 13,667                                                | Anst Gießerei und Maschinenbau Schlottwitz             | Anst Gießerei und Maschinenbau Schlottwitz             |
| Brücke | 13,880                                                | Müglitzbrücke (13 m)                                   | Müglitzbrücke (13 m)                                   |
| Brücke | 14,747                                                | Müglitzbrücke (14 m)                                   | Müglitzbrücke (14 m)                                   |
| Haltepunkt / Haltestelle | 15,540                                                | Oberschlottwitz                                        | 269 m                                                  |
| Brücke | 15,651                                                | Brücke Müglitztal (66 m)                               | Brücke Müglitztal (66 m)                               |
| Brücke | 17,066                                                | Müglitzbrücke (40 m)                                   | Müglitzbrücke (40 m)                                   |
| Brücke | 17,533                                                | Müglitzbrücke (13 m)                                   | Müglitzbrücke (13 m)                                   |
| Brücke | 17,658                                                | Müglitzbrücke (17 m)                                   | Müglitzbrücke (17 m)                                   |
| Tunnel | 18,178                                                | Tunnel Brückenmühle (Pilztunnel; 292 m)                | Tunnel Brückenmühle (Pilztunnel; 292 m)                |
| Brücke | 18,373                                                | Brücke Müglitztal ( m)                                 | Brücke Müglitztal ( m)                                 |
| Brücke | 18,809                                                | EÜ (11 m)                                              | EÜ (11 m)                                              |
| Brücke | 18,921                                                | Müglitzbrücke ( m)                                     | Müglitzbrücke ( m)                                     |
| Brücke | 18,745                                                | EÜ Am Kohlsteig (15 m)                                 | EÜ Am Kohlsteig (15 m)                                 |
| Bahnhof | 19,006                                                | Glashütte (Sachs)                                      | 320 m                                                  |
| Abzweig geradeaus und ehemals nach rechts |                                                       | Anst PAKA Glashütte                                    | Anst PAKA Glashütte                                    |
| Brücke | 19,508                                                | Müglitzbrücke (10 m)                                   | Müglitzbrücke (10 m)                                   |
| Tunnel | 20,815                                                | Tunnel Gleisberg (539 m)                               | Tunnel Gleisberg (539 m)                               |
| Brücke | 21,113                                                | Brücke Müglitztal (69 m)                               | Brücke Müglitztal (69 m)                               |
| Brücke | 21,275                                                | Brücke Müglitztal (64 m)                               | Brücke Müglitztal (64 m)                               |
| Brücke | 21,483                                                | Brücke Müglitztal (76 m)                               | Brücke Müglitztal (76 m)                               |
| Brücke | 22,014                                                | Brücke Müglitztal (67 m)                               | Brücke Müglitztal (67 m)                               |
| Haltepunkt / Haltestelle | 22,280                                                | Bärenhecke-Johnsbach                                   | 388 m                                                  |
| Abzweig geradeaus und ehemals von rechts | 22,680                                                | Anst BHG Mühle und Brotfabrik Bärenhecke               | Anst BHG Mühle und Brotfabrik Bärenhecke               |
| Brücke | 23,848                                                | Müglitzbrücke (14 m)                                   | Müglitzbrücke (14 m)                                   |
| Haltepunkt / Haltestelle | 24,940                                                | Bärenstein (b Glashütte/Sachs) (ehem. Bf)              | 418 m                                                  |
| Brücke | 25,842                                                | Müglitzbrücke (15 m)                                   | Müglitzbrücke (15 m)                                   |
| Brücke | 26,343                                                | Müglitzbrücke (17 m)                                   | Müglitzbrücke (17 m)                                   |
| Abzweig geradeaus und ehemals von rechts | 26,55                                                 | Anst Sägewerk Bärenstein                               | Anst Sägewerk Bärenstein                               |
| Brücke | 27,644                                                | Müglitzbrücke (21 m)                                   | Müglitzbrücke (21 m)                                   |
| Brücke | 27,803                                                | EÜ (14 m)                                              | EÜ (14 m)                                              |
| Brücke | 28,226                                                | Müglitzbrücke (14 m)                                   | Müglitzbrücke (14 m)                                   |
| Haltepunkt / Haltestelle | 28,480                                                | Lauenstein (Sachs) (ehem. Bf)                          | 471 m                                                  |
| Brücke | 29,440                                                | Brücke Rotes Wasser (17 m)                             | Brücke Rotes Wasser (17 m)                             |
| Haltepunkt / Haltestelle | 30,320                                                | Hartmannmühle                                          | 522 m                                                  |
| Abzweig geradeaus und ehemals nach rechts | 30,870                                                | Anst Ostdeutsche Hartsteinwerke                        | Anst Ostdeutsche Hartsteinwerke                        |
| Tunnel | 32,278                                                | Tunnel Geising (235 m)                                 | Tunnel Geising (235 m)                                 |
| Brücke | 32,530                                                | Brücke Geising (76 m)                                  | Brücke Geising (76 m)                                  |
| Haltepunkt / Haltestelle | 32,680                                                | Geising (ehem. Bf)                                     | 590 m                                                  |
| ehemaliger Haltepunkt / Haltestelle | 36,130                                                | Geisingberg-Sprungschanze                              | 699 m                                                  |
| Kopfbahnhof Streckenende | 38,004                                                | Kurort Altenberg (Erzgeb)                              | 757 m                                                  |
| |                                                       |                                                        |                                                        |
| Quellen: |                                                       |                                                        |                                                        |

Die Bahnstrecke Heidenau–Kurort Altenberg (auch: Müglitztalbahn) ist eine Nebenbahn in Sachsen. Sie zweigt in Heidenau von der Bahnstrecke Děčín–Dresden-Neustadt ab und führt im Osterzgebirge durch das Müglitztal über Glashütte, Lauenstein und Geising nach Altenberg (Erzgebirge).

## Geschichte

### Vorgeschichte und Bau
Seit 1890 führte eine Schmalspurbahn von Heidenau bis Geising, die 1923 bis Altenberg verlängert wurde.
Wegen des nach der Weltwirtschaftskrise stetig steigenden Transportbedarfes beschloss die Deutsche Reichsbahn im Jahr 1934, die Strecke auf Normalspur umzubauen. Dieses Vorhaben wurde zwischen 1935 und Dezember 1938 umgesetzt. Der Abschnitt von Heidenau bis Lauenstein wurde weitgehend neutrassiert, auf dem restlichen Teilstück bis Altenberg wurden größtenteils nur die Radien der alten Trasse aufgeweitet. Durch die Neutrassierung war die Regelspurstrecke etwa drei Kilometer kürzer.

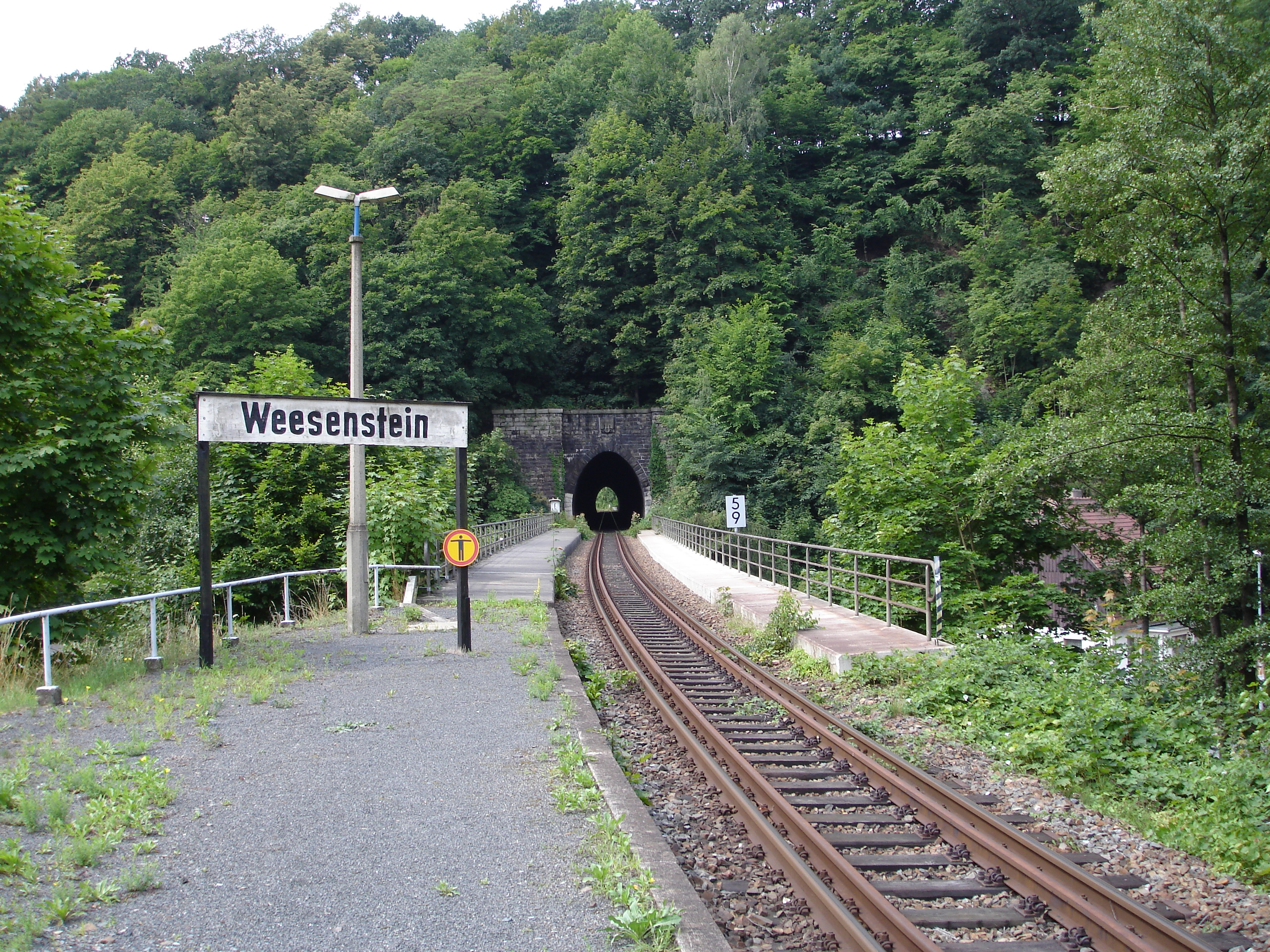
Nordportal des Tunnel Weesenstein

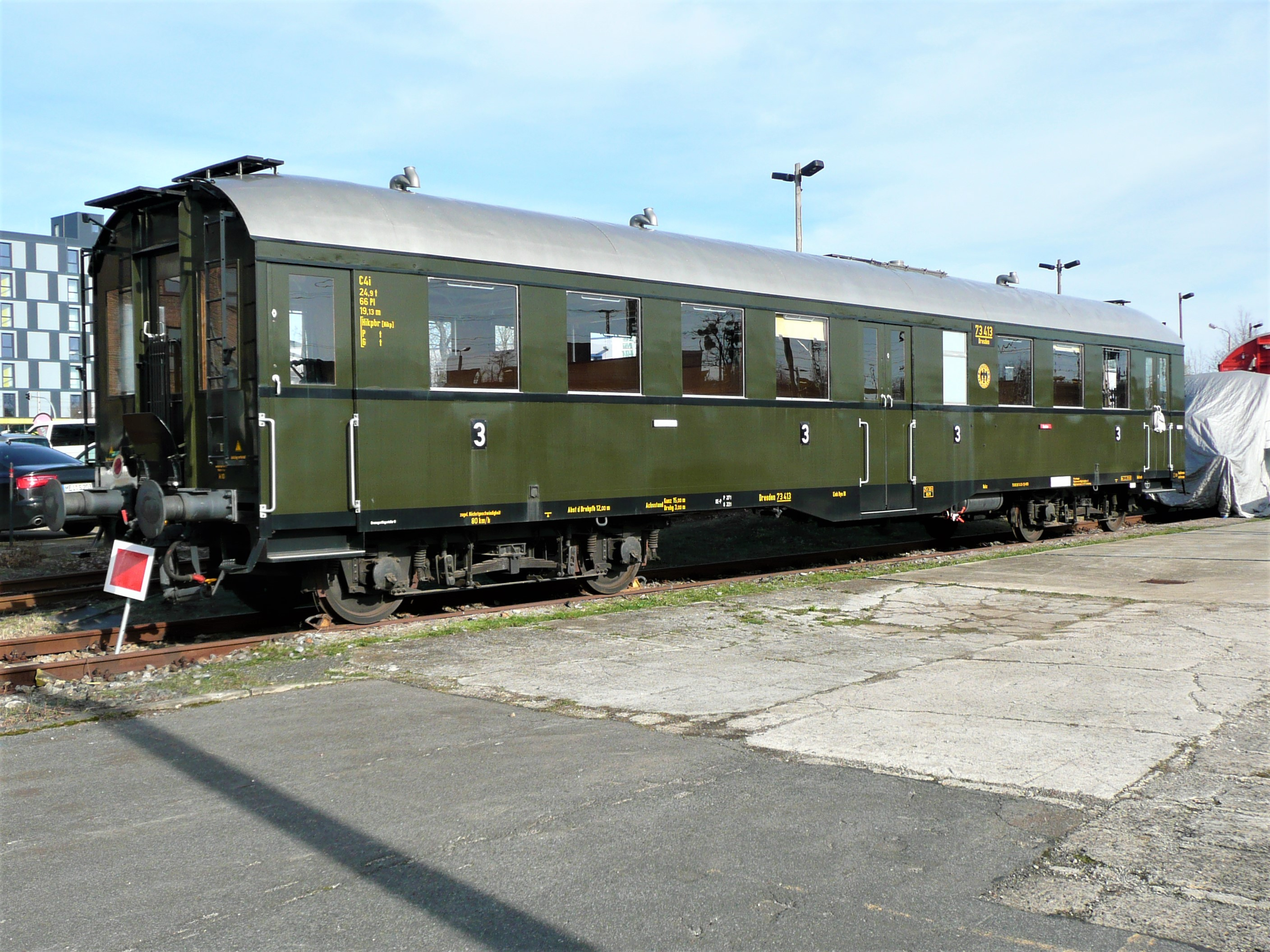
Erhaltener Personenwagen aus dem Jahr 1938

Mit Inbetriebnahme der Normalspur 1938 wurde die Zahl der Straßen- und Wegekreuzungen und damit die Unfallgefahr mit dem zunehmenden Straßenverkehr deutlich verringert. Aufgrund eines Felssturzes war bis April 1939 aber der Abschnitt Niederschlottwitz–Glashütte nicht befahrbar. Auch die Hochwassergefährdung nahm aufgrund der Streckenhöherlegung ab, wenngleich nicht in allen Streckenabschnitten. Bedeutender waren jedoch die Schaffung rentabler Grundlagen für den Güterverkehr und die Verbesserungen im Personenverkehr. Für die Deutsche Reichsbahn stellte die Bahn das „neue Tor zum Osterzgebirge“ dar, welches die Wintersportregion Altenberg „zum Sportplatz vor den Toren der Reichshauptstadt“ werden ließ. Die Reisezeit im Personenverkehr verkürzte sich erheblich. Von Dresden nach Altenberg benötigten die Personenzüge zwischen 70 und 85 Minuten. Von Leipzig aus war eine Fahrzeit von 160 min und von Berlin aus von 180 min projektiert. Aufgrund des Überfalls auf Polen am 1. September 1939 und des daraus folgenden Zweiten Weltkrieges wurden die geplanten Reisezugläufe in diesen Relationen nicht realisiert.

### Im Zweiten Weltkrieg
Der Zweite Weltkrieg schränkte den Fremdenverkehr stark ein. Aufgrund des Steinkohlenmangels verkehrten nur drei bis fünf Personenzugpaare täglich; dafür wurden zunehmend Triebwagen aus luftkriegsgefährdeten Regionen auf der verkehrsarmen und frontfern gelegenen Strecke abgestellt. Am Ende des Zweiten Weltkrieges kam es im Müglitztal zu Gefechten zwischen sowjetischen und deutschen Truppen. Im April 1945 wurden die Bahnanlagen in Glashütte, Bärenhecke-Johnsbach und Altenberg bei Tieffliegerangriffen beschädigt. In den letzten Tagen des Krieges im Mai 1945 erfolgten weitere Beschädigungen bei Luftangriffen auf Altenberg und Glashütte. Teile der 10. SS-Panzer-Division „Frundsberg“ nutzten das Müglitztal als Rückzugsweg in Richtung Nordböhmen und planten die Sprengung des Weesensteiner Tunnels. Das Entgleisen eines Militärzuges bei Bärenstein am 7. Mai sowie das schnelle sowjetische Vorrücken verhinderten aber die planmäßige Zerstörung der als operativ wichtig erachteten Bahn.

### Nach dem Zweiten Weltkrieg

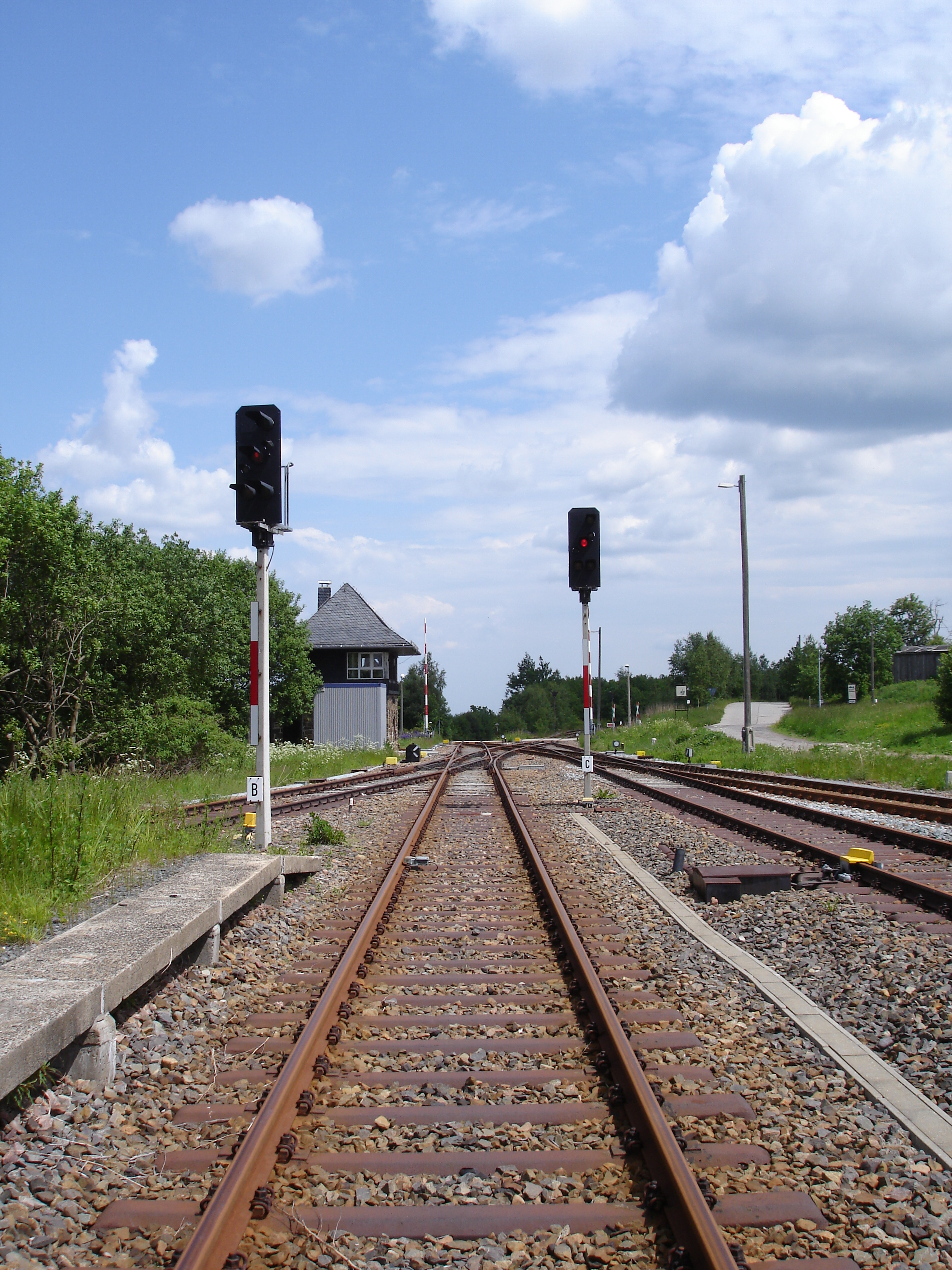
Ausfahrt Bahnhof Kurort Altenberg

Obwohl die Müglitztalbahn den Zweiten Weltkrieg abgesehen von punktuellen Schäden in einzelnen Bahnhöfen somit baulich weitgehend intakt überstand, gestaltete sich der Betrieb in den ersten Nachkriegsjahren schwierig. Einerseits bestand wie auf allen anderen Strecken auch ein akuter Fahrzeugmangel. Die Lokomotiven der Baureihe 84 wurden vor Uranerztransporten im Westerzgebirge, die Personenwagen der Bauart „Altenberg“ im Schnellzugdienst eingesetzt. Andererseits war die Strecke 1935–1938 aufgrund der Rohstoffknappheit aus altem Oberbaumaterial errichtet worden, und der Materialmangel der ersten Nachkriegsjahre erschwerte die dringend notwendige Erneuerung.
Am 6. Oktober 1945 entgleiste bei Geising infolge Bremsversagens ein mit Erz beladener Güterzug. Drei Eisenbahner kamen dabei ums Leben.
Ab 1949/50 konnte von einer beginnenden Normalisierung des Verkehrs gesprochen werden, die unter anderem in der Wiedereinsetzung erster Wintersportsonderzüge zum Ausdruck kam. Im Personen- und Güterverkehr der frühen 1950er-Jahre spielte der von der SDAG Wismut zwischen 1948 und 1954 betriebene Uranerzabbau nahe Bärenhecke eine wesentliche Rolle. Insgesamt nahm der Zugverkehr wieder beachtliche Ausmaße an. Im Güterverkehr wurden Mitte der 1960er-Jahre über neun Anschlussstrecken mindestens 14 Betriebe angeschlossen, darunter metall-, chemie- und papierverarbeitende Betriebe in Dohna (VEB Druckguss Heidenau, VEB Chemiewerke Dohna), Schlottwitz (VEB Gießerei und Maschinenbau) und Glashütte (VEB Paka). Im Personenverkehr wurde sie sowohl von Ausflüglern als auch zunehmend von Arbeitspendlern ins Dresdner Elbtal genutzt.
Obwohl die Hochwassergefahr bekannt war, konnten wegen Geldmangels keine geeigneten Schutzmaßnahmen ausgeführt werden. Nach ungewöhnlich starken Niederschlägen am 22. Juli 1957 traten die Flüsse der Bahra, Gottleuba, Müglitz und Rote Weißeritz über die Ufer. Zwischen Burkhardswalde-Maxen und Altenberg musste der Verkehr eingestellt werden, da Gleise und auch Brücken unterspült waren. Erst am 29. Juli war wieder ein geregelter planmäßiger Bahnbetrieb möglich. Eine ähnliche Situation gab es am 5. Juli 1958, wieder durch Starkregen. Eine Woche später waren die Schäden, vornehmlich in Schlottwitz und Mühlbach, behoben.

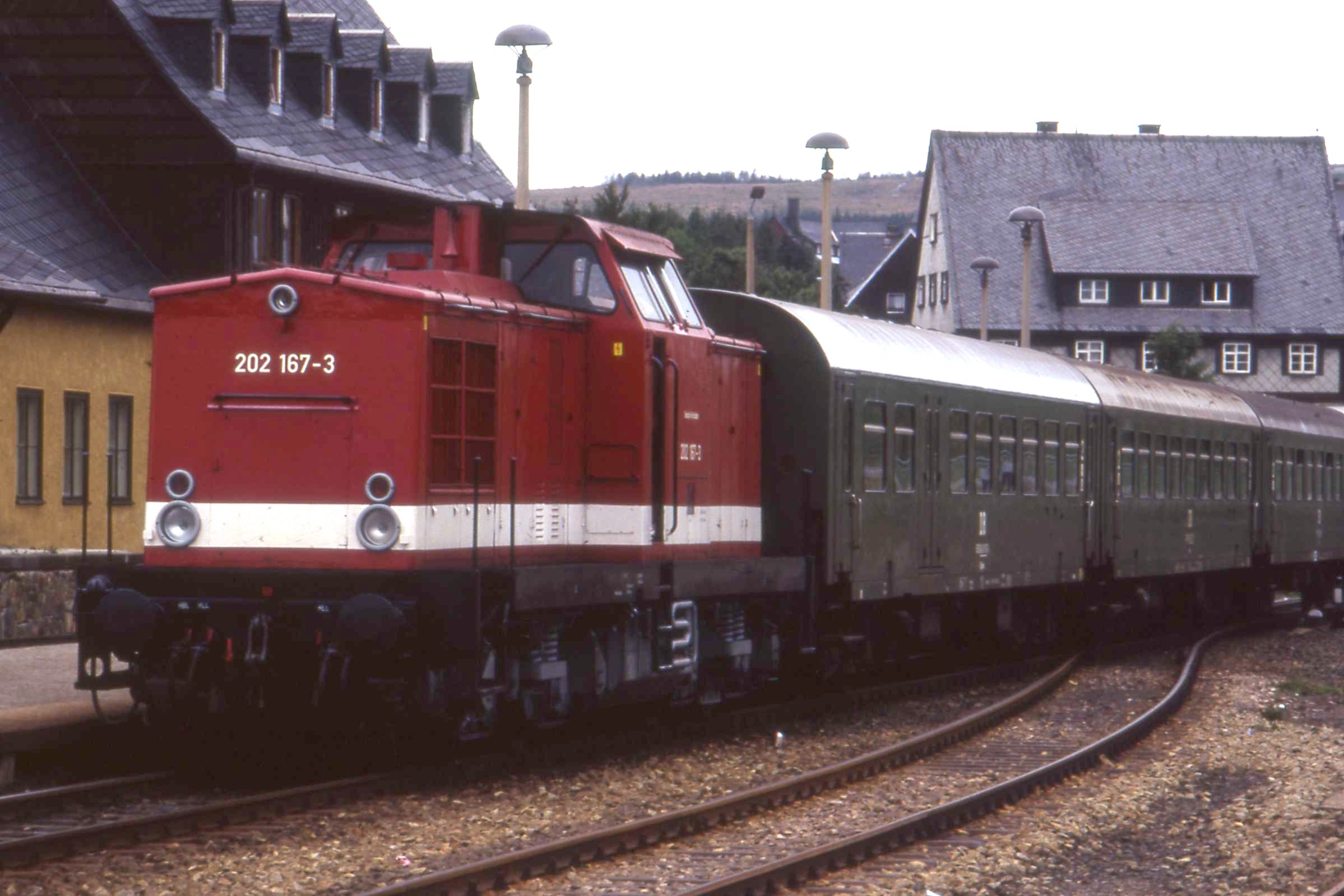
Reisezug im Bahnhof Altenberg (1992)

Seit Anfang der 1960er-Jahre unternahm die Deutsche Reichsbahn Versuche, die Transportleistung und Wirtschaftlichkeit der Bahn durch den Einsatz von Triebwagen, Doppelstockwagen und Diesellokomotiven zu erhöhen. Während sich der Betrieb ersterer nur bedingt bewährte, übernahm die Dieseltraktion ab Mitte der 1960er-Jahre mit der Baureihe 110 zunehmend die Transportleistungen. Dieser Lokomotivtyp entwickelte sich ab 1967 zur neuen Stammlokomotive der Müglitztalbahn. Zur gleichen Zeit wurden Überlegungen laut, den Verkehr – insbesondere den Güterverkehr – teilweise oder gar auf der ganzen Strecke einzustellen. Anlass war die Überflutung des Bahnhofs Geising mit einer Schlamm- und Geröllwelle im Oktober 1966, die aufgrund eines Schadens an der Kanalisation der Spülhalde des VEB Zinnerz Altenberg ausgetreten war. Zudem erwuchs der Bahn durch den motorisierten Individualverkehr eine zunehmende Konkurrenz. Gerade dies verhinderte aber wohl eine Verlagerung von Transportleistungen auf die vor allem in den Wintermonaten ohnehin schon stark frequentierten Straßen Dresden – Altenberg und Heidenau – Altenberg. Trotzdem nahm der Güterverkehr in den folgenden Jahrzehnten ab und konzentrierte sich auf den Streckenabschnitt zwischen Heidenau und Köttewitz. Die Bedeutung als Ausflugsbahn erhielt die Strecke. In den Wintermonaten wurden nach wie vor zahlreiche Sonderzüge eingesetzt, die Altenberg direkt unter anderem mit Dresden, Cottbus, Halle (Saale), Leipzig, Riesa und Hoyerswerda verbanden.
Mitte der 1970er-Jahre gab es ernsthafte Planungen zur Elektrifizierung der Strecke. Die Arbeiten sollte der Elektrifizierungsbetrieb der Tschechoslowakischen Staatsbahnen (ČSD) nach Abschluss der Arbeiten auf der Elbtalbahn Dresden–Schöna im Mai 1976 ausführen. Technisch wäre es einfach zu realisieren gewesen, da alle Tunnel das für den Fahrleitungseinbau notwendige Lichtraumprofil aufweisen. Aus unbekannten Gründen wurde das Vorhaben nicht umgesetzt.

### Niedergang und Sanierung nach 1990

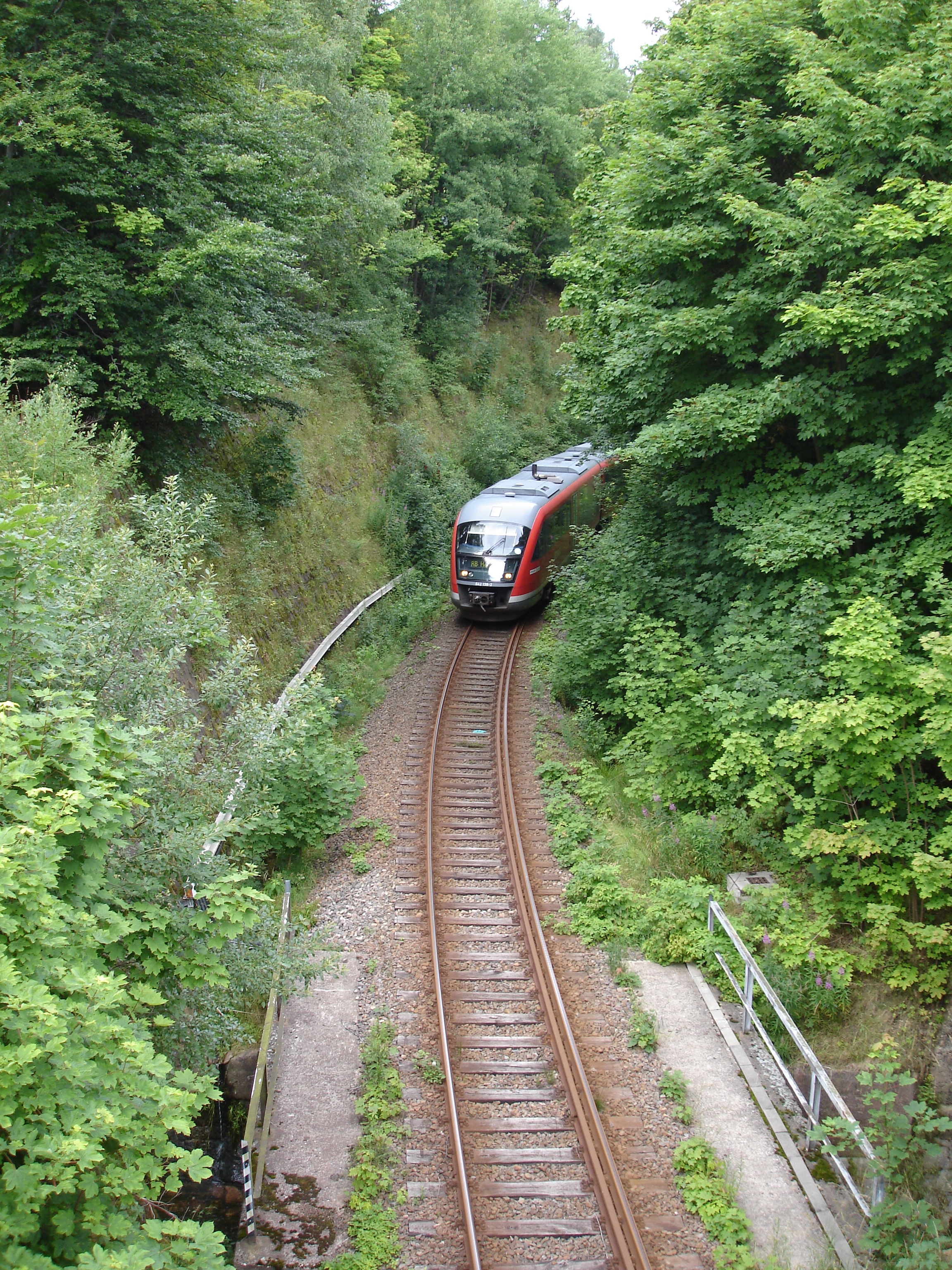
Talwärts fahrender Zug im Einschnitt bei Geising (2008)

Im Juli 1990 beging die Müglitztalbahn ihr 100-jähriges Jubiläum der Streckeneröffnung. Der infolge der Deutschen Einheit einsetzende wirtschaftliche Umschwung stellte das Weiterbestehen der Strecke erneut in Frage. Anfang der 1990er-Jahre kam es zwischen Heidenau und Altenberg zur Schließung zahlreicher Industriebetriebe. So wurde u. a. 1991 die Altenberger Zinnerzförderung eingestellt. Weitere Betriebe konnten ihre Produktion nur in einem wesentlich geringeren Umfang fortführen. Dadurch ging der Bahn innerhalb weniger Jahre einerseits ein Großteil des Güteraufkommens, andererseits aber auch ein erheblicher Anteil an Berufspendlern verloren. Verschärft wurde der Rückgang des Verkehrsaufkommens durch die sprunghaft angestiegene Konkurrenz des Straßenverkehrs sowohl im Güter- als auch im Personentransport. Diese Negativentwicklung führte 1995 zur Einstellung des Güterverkehrs südlich von Köttewitz (Anschluss Fluorchemie). Aufgrund der unsicheren Zukunft der Strecke verzichtete die Deutsche Bahn auf notwendige Investitionen und betrieb eine Verschleißfahrweise. Dadurch und aufgrund des weiteren Rückgangs der Fahrgastzahlen stand 1997 sogar die Stilllegung der gesamten Strecke aus Sicherheitsgründen zur Debatte. Auch blieb der erst in jenem Jahr eingeführte Taktfahrplan durch die Hauptverkehrszeiten bedingt noch unstetig und mit einem Grundtakt von zwei Stunden unattraktiv.
Erst als der Verkehrsverbund Oberelbe als zuständiger ÖPNV-Aufgabenträger die Bestellung von Zugleistungen auf der Strecke übernahm und mit DB Regio einen Verkehrsvertrag über 15 Jahre abschloss, erfolgte 1998/99 durch die DB Netz eine Generalsanierung. Das bereitgestellte Finanzvolumen von 15 bis 20 Millionen Euro ermöglichte eine grundhafte Erneuerung der Bahnanlagen und damit die Beseitigung zahlreicher Langsamfahrstellen. Zudem setzte die Bahn moderne Triebwagen vom Typ Siemens Desiro ein. Fahrtzeitverkürzungen auf 60 min, Taktverdichtungen auf 60 bzw. 90 min und der Einsatz neuer Technik führten zu einem erheblichen Anstieg der Fahrgastzahlen. Die sanierte Bahn erreichte Beförderungszahlen von etwa 1200 bis 2000 Fahrgästen am Tag und bewies somit ihre Wirtschaftlichkeit. Dabei wurde sie nicht nur für Ausflügler, sondern auch für den Schüler- und Pendlerverkehr wieder bedeutsam.

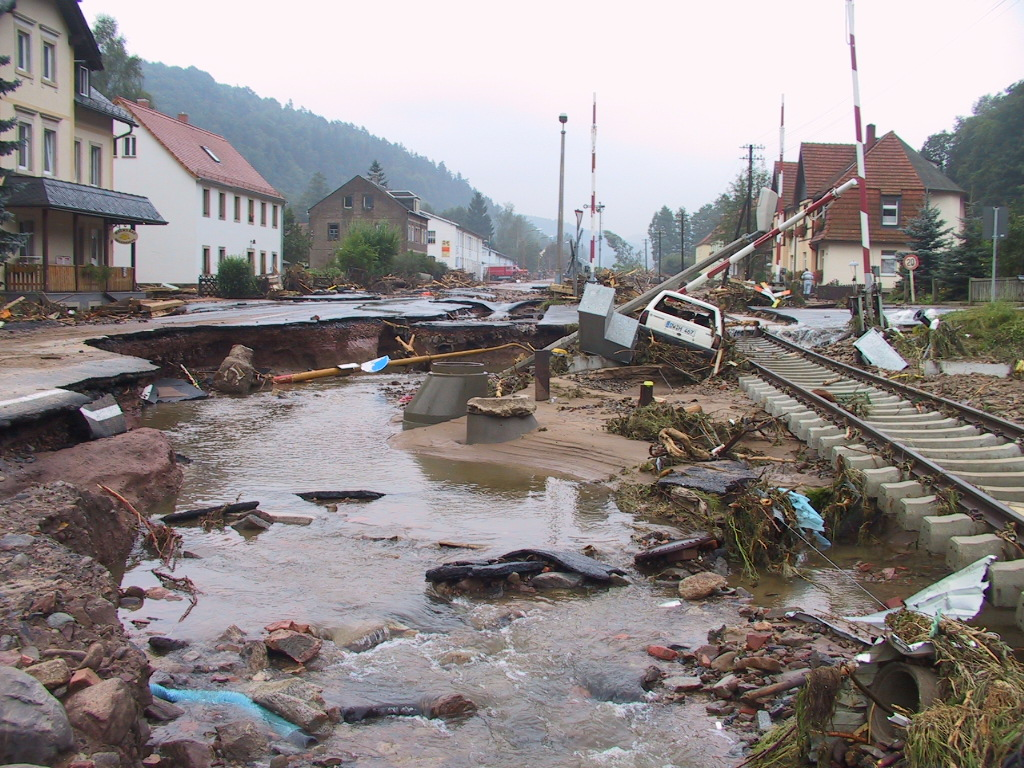
Die zerstörte Bahnstrecke in Schlottwitz (2002)

Bereits 1897, beim Hochwasser im Osterzgebirge 1927 sowie 1954, 1957, 1958 und 1966 traten zum Teil gravierende Hochwasserschäden an der Strecke auf, die aber bei weitem nicht solche Ausmaße wie die Jahrhundertflut im Jahr 2002 erreichten. Zwischen dem 12. und 14. August 2002 entluden sich ungeheure Wassermassen über dem Kamm des Osterzgebirges. In Zinnwald-Georgenfeld fiel in dieser Zeit mit 406 mm fast die Hälfte des sonstigen Jahresniederschlages. Der sintflutartige Regen verwandelte die Müglitz in einen reißenden Strom, welcher nahezu das gesamte Tal verwüstete. Verschärft wurde die Situation durch den Bruch des oberhalb von Glashütte gelegenen einzigen Rückhaltebeckens im Tal der Brießnitz. Zum dritten Mal nach 1897 und 1927 wurde die Strecke weitgehend zerstört. Dämme und Brücken waren unterspült und weggebrochen, Gebäude schwer verwüstet. Der entstandene Gesamtschaden belief sich auf etwa 50 Millionen Euro.

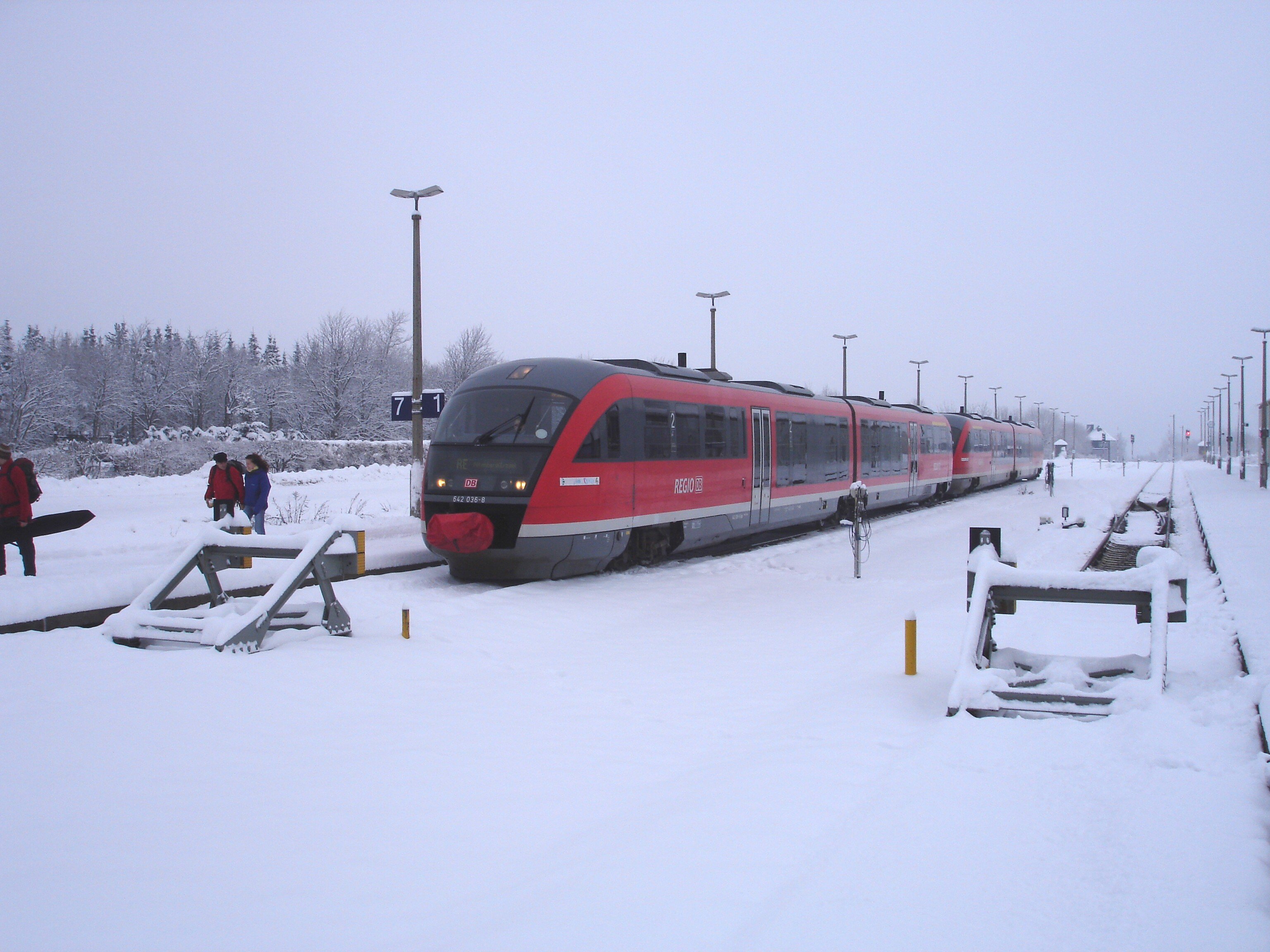
Wintersportzug im Bahnhof Kurort Altenberg (2008)

Am 11. Dezember 2002 begann nach der Errichtung 1888/90, dem Hochwasser 1927, der Umspurung 1934/39 und der Sanierung 1998/99 der fünfte Aufbau der Bahn, welcher bis zum 20. Dezember 2003 abgeschlossen war. Die Wiederaufnahme des Betriebes wurde mit Volksfesten gefeiert; allein in Altenberg begrüßten rund 2000 Menschen den ersten Zug. Seiner Fahrt gingen der Neubau von zwei Brücken und die Reparatur weiterer 13 Brücken und fünf Bahnstationen voraus. Innerhalb kürzester Zeit erreichte die Bahn mit Fahrgastzahlen von etwa 1000 Fahrgäste/Tag wieder Werte wie vor dem Hochwasser und bewies damit ihre Bedeutung als Verkehrsweg im Osterzgebirge.

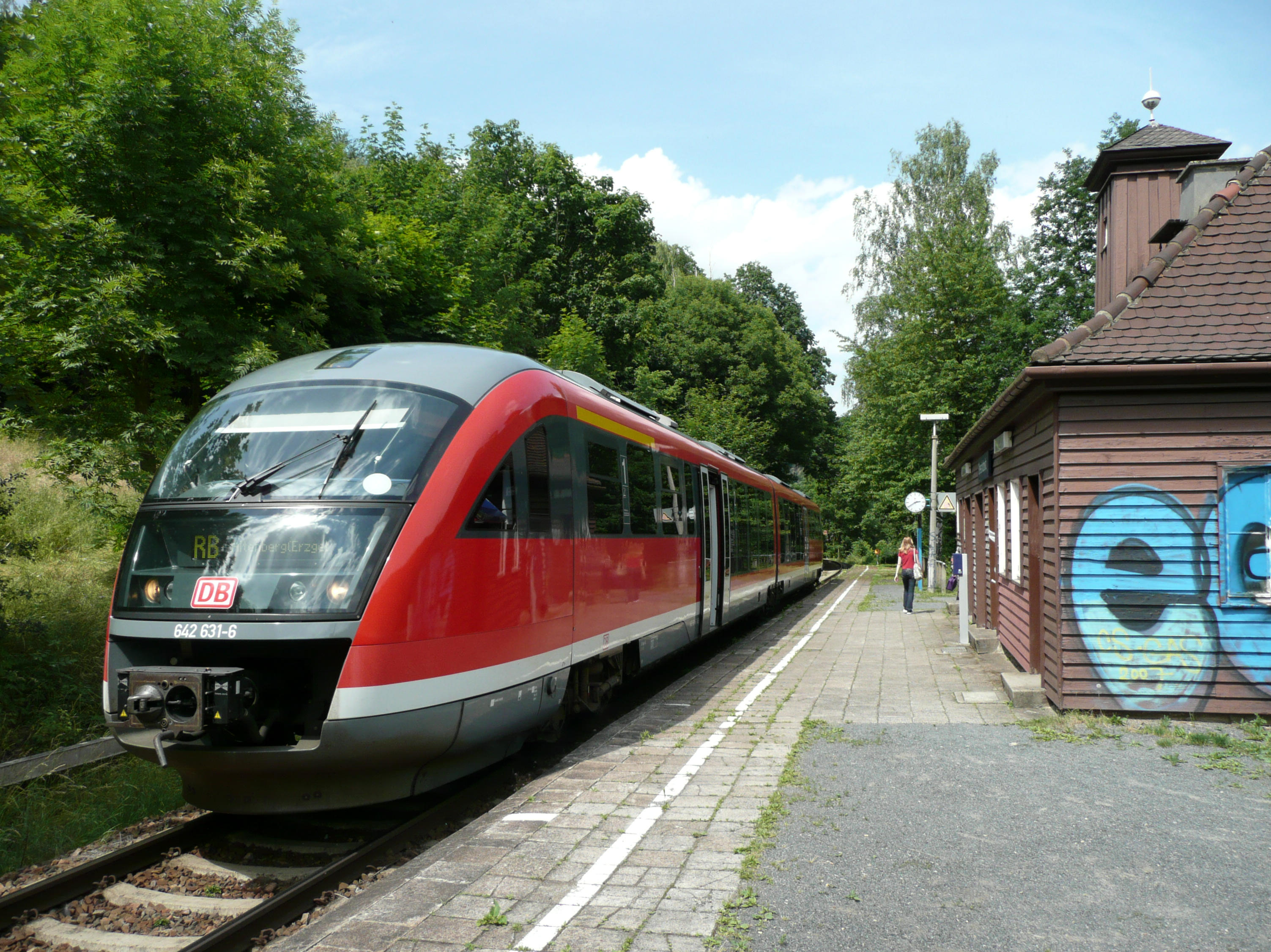
Regionalbahn in Oberschlottwitz

Bis Dezember 2010 verkehrten auf der Strecke die Züge der Regionalbahnlinie RB72 (Heidenau–Kurort Altenberg), deren Takt an den Wochenenden des Winterhalbjahrs durch zusätzliche Züge der Linie RE19 (Dresden Hbf–Kurort Altenberg) ergänzt wurde. Eine Besonderheit war, dass diese zusätzlichen Züge nur bei entsprechenden Wintersportbedingungen eingelegt wurden. Ob sie verkehren würden, wurde traditionell donnerstags in den regionalen Medien bekanntgegeben. Der Fahrplan 2008 sah werktags insgesamt 14 Regionalbahnzugpaare zwischen Heidenau und Altenberg vor. Abgesehen von einigen Taktlücken am Vormittag wurde werktags ein Stundentakt angeboten, an den Wochenenden ausgedünnt zum Zweistundentakt.

### Gegenwärtiger Betrieb
Zuständiger Aufgabenträger für die Bestellung der Verkehrsleistungen im Regionalverkehr ist der Verkehrsverbund Oberelbe. Von 2010 bis 2019 erbrachte die Städtebahn Sachsen nach einer Neuausschreibung alle Verkehrsleistungen, die Linien wurden als SB72 bzw. SE19 bezeichnet. Am 16. September 2019 beschloss die Verbandsversammlung des Verkehrsverbundes Oberelbe, dass die Transdev Regio Ost GmbH den Zuschlag für das VVO-Dieselnetz im Rahmen einer Notvergabe bis Ende 2021 bekommen sollte, nachdem die Städtebahn Sachsen aufgrund von Insolvenz den Betrieb einstellen musste. Ab dem 12. Dezember 2021 übernahm DB Regio den Verkehr, nachdem das Unternehmen die Ausschreibung für das Dieselnetz bis 2031 gewonnen hatte. Zum Einsatz kommen sukzessive eigene modernisierte Fahrzeuge der Baureihe 642, die über W-LAN, USB-Ladeanschlüsse und verbesserte Fahrgastinformationssysteme verfügen.
Das Betriebskonzept ist bis auf kleine Änderungen seit 2011 weitgehend gleich geblieben: Werktags verkehren die Reisezüge in einem ganztägigen Stundentakt mit Kreuzung in Glashütte. An den Wochenenden blieb der Fahrplan mit einem Zweistundentakt unverändert. Aufgrund des Anschlusses an die S-Bahn in Heidenau weist der Fahrplan eine erheblich abweichende Symmetriezeit auf, die etwa bei Minute :14 liegt. Die Stationen Köttewitz, Weesenstein, Burkhardswalde-Maxen, Mühlbach (b Pirna), Oberschlottwitz, Bärenhecke-Johnsbach, Bärenstein (b Glashütte/Sachs) und Hartmannmühle sind Bedarfshalte; Züge halten dort nur auf Verlangen.
Vom 10. Dezember 2011 bis zum 14. Dezember 2014 wurden die wenig genutzten Bedarfshalte Köttewitz und Burkhardswalde-Maxen nicht bedient. Grund waren die Bauarbeiten an den S-Bahn-Gleisen zwischen Dresden-Neustadt und Coswig, was zu Fahrplanänderungen führte. Um die Züge zu beschleunigen und so die Anschlüsse in Heidenau sicherzustellen, entschied sich der VVO zur vorübergehenden Aufgabe der Bedarfshalte.
Am 2. Juni 2013 musste der Zugbetrieb erneut aufgrund eines Hochwasserereignisses eingestellt werden. Im Gegensatz zum Hochwasser im Jahr 2002 kam es jedoch nur zu geringen Schäden, und die Züge konnten ab 4. Juni mittags wieder planmäßig verkehren.
Seit dem Fahrplanwechsel im Dezember 2016 werden die Linien wieder als RB72 bzw. RE19 bezeichnet.
Wegen der hohen Verkehrsnachfrage im Berufsverkehr richtete der VVO ab 11. Juni 2017 werktags eine parallele Eilbuslinie (Linie 372) ein, die jeweils zusammen mit den Zügen ein halbstündliches ÖPNV-Angebot zwischen Heidenau und Glashütte schafft. Wegen fehlender Kreuzungsmöglichkeiten in diesem Abschnitt war laut VVO „die Verdichtung des Fahrplans auf der Schiene nicht möglich“. Seit dem 9. Dezember 2018 verkehren die bisherigen, saisonalen Wintersportzüge ganzjährig als WanderExpress zwischen Dresden Hbf und Altenberg mit der Linienbezeichnung RE19.
Aufgrund von Sicherheitsüberprüfungen am Oberbau im oberen Abschnitt zwischen Altenberg und Glashütte wurden 2022 zwischen Geising und Lauenstein zwei Langsamfahrstellen errichtet, da die Schwellen nach dem Eisenbahnunfall von Burgrain überprüft werden mussten. Um die daraus resultierenden Verspätungen zu vermeiden, verkehrten die meisten Züge (außer Wochenende, früh und abends) nur bis Geising. Die Weiterfahrt nach Altenberg erfolgte dann mit dem Schienenersatzverkehr, der vom Regionalverkehr Sächsische Schweiz-Osterzgebirge betrieben wurde.
Während einer Vollsperrung vom 2. Juni bis 10. August 2025 führte DB InfraGO umfangreiche Instandsetzungsarbeiten an der Strecke aus. Erneuert wurden Gleise, vier Brücken und vier Bahnübergänge. Im Rahmen des Stationsprogramms von DB InfraGO und VVO erhielten zudem die Haltepunkte Oberschlottwitz und Geising neue barrierefreie Bahnsteige mit einer Systemhöhe von 55 cm über Schienenoberkante. Dafür wurden zwei Millionen Euro investiert.

### Ausblick
Im Oktober 2020 wurde bekannt, dass der Betreiber des Steinbruches Bärenstein seine Produkte zukünftig auch per Bahn versenden will. Dazu gibt es Planungen für einen neuen Güterbahnhof an der Hammermühle bei Bärenstein, der auch vom geplanten Bergwerk der Deutschen Lithium in Zinnwald zur Erzverladung genutzt werden könnte. Bei einer Realisierung würde der 1995 aufgegebene Güterverkehr auf die Strecke zurückkehren.
2021 ließ der Verkehrsverbund Oberelbe durch die TU Dresden, die TU Berlin und ein Berliner Beratungsunternehmen mögliche alternative Antriebe für sein Dieselnetz untersuchen. Im Ergebnis der Studie wird als Vorzugsvariante für die auf der Müglitztalbahn verkehrenden Linien RB72 und RE 19 die Umstellung auf batterieelektrische Triebwagen (BEMU) empfohlen. Dafür seien eine Streckenelektrifizierung von Heidenau bis Köttewitz oder Mühlbach sowie eine Ertüchtigung zur Erhöhung der Streckenklasse südlich von Köttewitz notwendig.

## Hochbauten

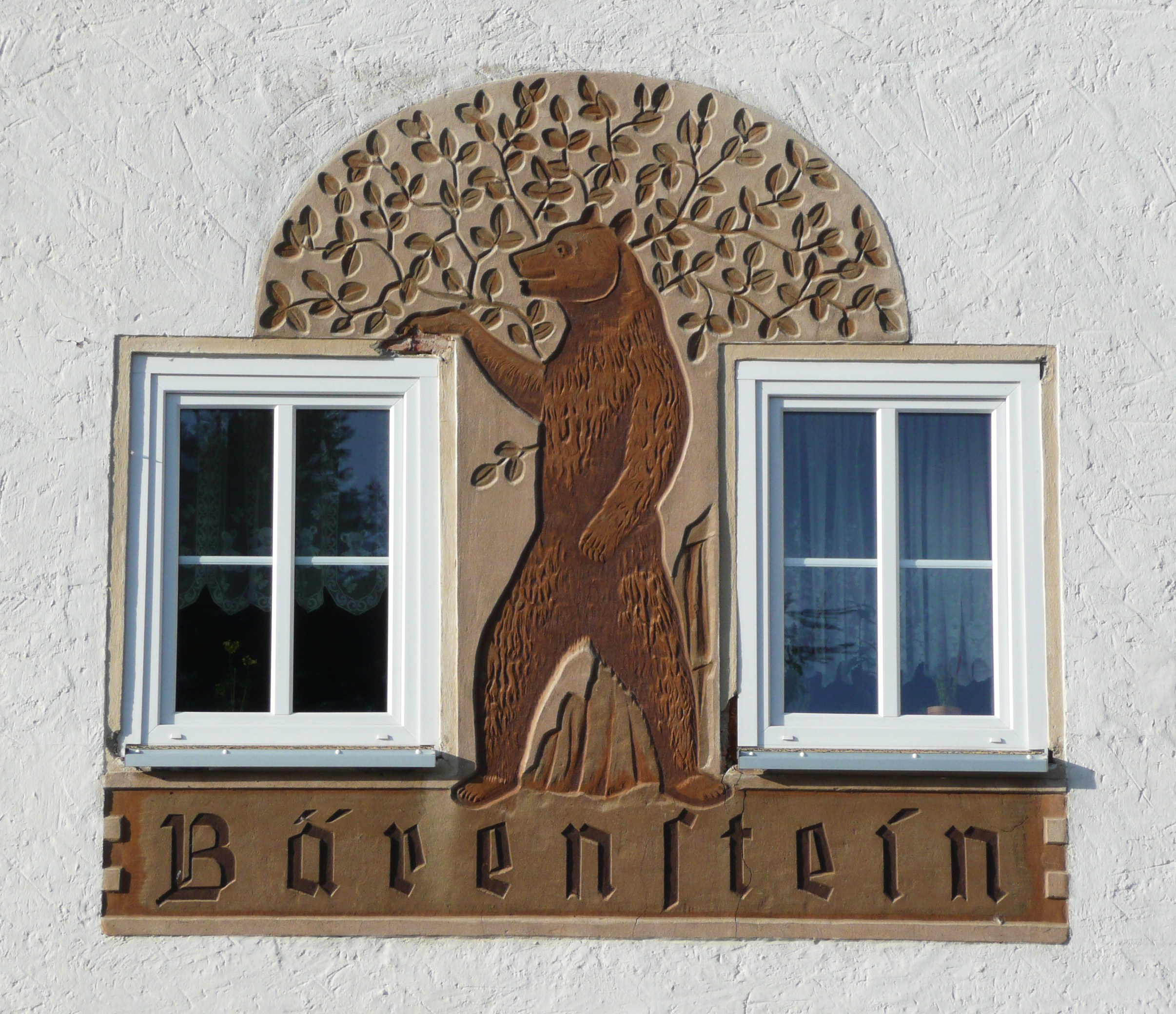
Sgraffito am Bf. Bärenstein

Beim Neubau der Strecke in den 1930er-Jahren legte man viel Wert auf eine landschaftsverbundene Bauweise der Bahnhofsgebäude, deren Entwürfe vom Dresdner Hochbaudezernenten Richard Spröggel (1887–1975) stammen. Ziel war es, einen fließenden Übergang zwischen den ländlichen Bauformen des Elbtals und denen des Osterzgebirges zu schaffen. Auch die Haltepunkte erhielten individuell gestaltete hölzerne Dienstgebäude.
Allen damals neu gebauten Bahnhofsgebäuden gemeinsam sind das schiefergedeckte Steildach und die Verwendung von Holz als Baustoff für alle Anbauten wie Güterschuppen und Warteräume. Landschaftstypisch sind auch die stets rot gestrichenen Fensterumrahmungen. Ein Teil der Gebäude – wie in Burkhardswalde-Maxen und Lauenstein – ist mit Sgraffito-Elementen an den Fassaden geschmückt.
Während der Flut im August 2002 wurden die Bahnhofsgebäude der Strecke teils stark in Mitleidenschaft gezogen.

## Streckenbeschreibung

### Verlauf

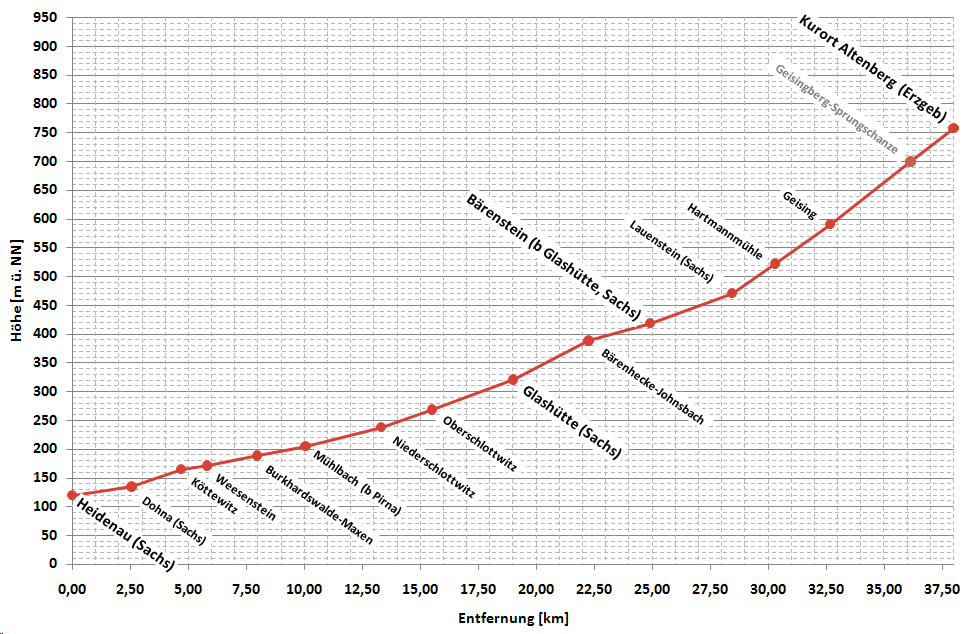
Vereinfachtes Höhenprofil der Strecke

Die Strecke biegt vom Bahnhof Heidenau südwärts in das Müglitztal ein und überquert die vierspurige Staatsstraße 172. Kurz vor Dohna unterquert sie die Bundesautobahn 17 und bewältigt vor dem Haltepunkt Köttewitz eine erste größere Steigung. Hinter dem Haltepunkt wird erstmals die Müglitz überquert, unmittelbar darauf folgt der erste und mit 198 Metern Länge kürzeste von insgesamt vier Sporntunneln. Bereits hinter dem Haltepunkt Weesenstein wird in einem zweiten, 240 Meter langen Tunnel das Tal erneut abgekürzt. Hinter Burkhardswalde-Maxen verengt sich das Tal kurzzeitig, und bei Kilometer 15,0 zwischen Nieder- und Oberschlottwitz führt die Strecke dicht am Fels des Schlottwitzer Achatganges vorbei. Erneut wird vor Glashütte das Tal mit dem 292 Meter langen Tunnel Brückenmühle abgekürzt. Hinter dem Bahnhof folgt der mit 539 Metern Länge längste Tunnel der Strecke, und am Haltepunkt Bärenhecke-Johnsbach wird eine für die Müglitztalbahn untypische zweibogige Betonbrücke überquert. Ab Lauenstein verlässt die Strecke das Müglitztal und folgt bis Geising in südwestlicher Richtung zunächst dem Tal des Roten Wassers. Der Ort selbst wird nördlich tangiert, wobei die Strecke mit einem 235 Meter langen Wendetunnel und einer 76 Meter langen Brücke die Richtung komplett von Süden nach Norden ändert. Auf dem letzten Abschnitt verlässt die Strecke das Tal am westlichen Hang und umrundet den Geisingberg, wobei ab dem Streckenkilometer 36,6 der mit einer Steigung von 1:37,6 steilste Streckenabschnitt beginnt.

### Betriebsstellen
Heidenau ⊙
Im Bahnhof Heidenau an der Bahnstrecke Děčín–Dresden-Neustadt beginnt die Müglitztalbahn. Hier besteht im Reiseverkehr Anschluss zu den Dresdner S-Bahnlinien S1 (Meißen-Triebischtal – Schöna) und S2 (Dresden Flughafen – Pirna).
Dohna (Sachs) ⊙

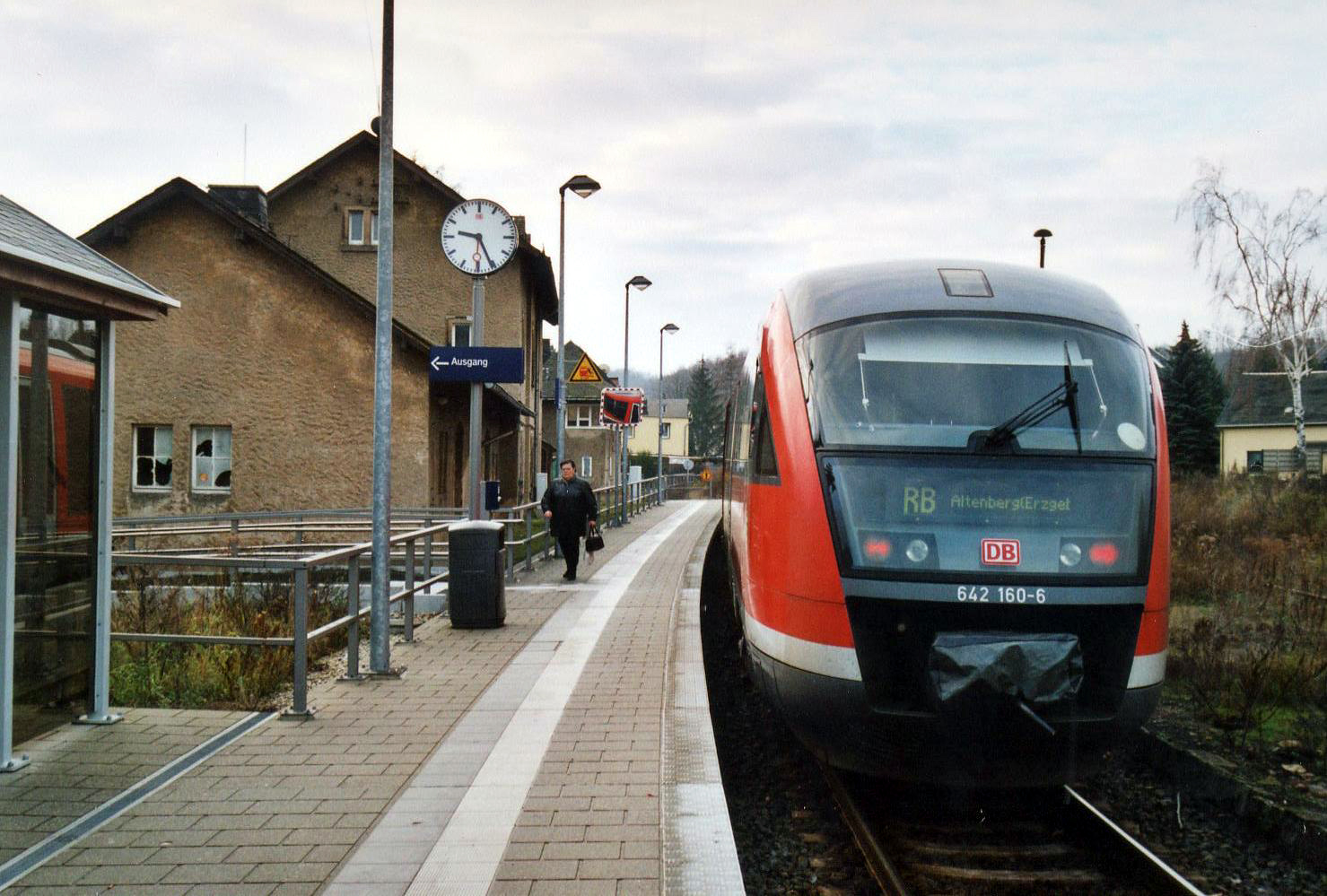
Haltepunkt Dohna (Sachs)

Der Haltepunkt Dohna (Sachs) besitzt noch heute das aus der Schmalspurzeit stammende Empfangsgebäude. Wegen der hohen Bedeutung für den Reiseverkehr war Dohna zu DDR-Zeiten in das Dresdner S-Bahn-Tarifgebiet eingebunden. Zeitweise war der ehemalige Bahnhof in der Dohnaer Unterstadt auch als Endpunkt einer S-Bahn-Linie vorgesehen, was jedoch nicht realisiert wurde. 2023 wurde das zweite Gleis abgerissen, zum 17. Oktober 2023 ging das Stellwerk außer Betrieb. Die Anschlussstelle Fluorchemie wurde zu einer Ausweichanschlussstelle der freien Strecke umgebaut und der Beginn des Zugleitbetriebs auf Heidenau vorgezogen werden, wodurch Dohna vom Bahnhof zum Haltepunkt umgewidmet wurde.
Awanst Dohna Fluorchemie ⊙
Die Ausweichanschlussstelle Dohna Fluorchemie befindet sich kurz vor dem Haltepunkt Köttewitz. Das dort abzweigende Anschlussgleis zu einem Chemiebetrieb in Dohna wird als einziges der gesamten Strecke noch im Güterverkehr bedient.
Köttewitz ⊙
Der Haltepunkt Köttewitz liegt weit außerhalb der namensgebenden Ortschaft. Wegen des äußerst geringen Reisendenaufkommens ist Köttewitz nur ein Bedarfshalt. Vom 10. Dezember 2011 bis 14. Dezember 2013 wurde Köttewitz nicht bedient, um durch die mögliche Fahrtzeitverkürzung den Anschluss zu den Zügen der Linie S1 in Heidenau zu ermöglichen. Stattdessen bediente ein Ersatzbus von Heidenau bzw. Mühlbach kommend diesen Halt. Bis zur Degradierung des Bahnhofs Dohna zum Haltepunkt lag der Haltepunkt Köttewitz hinter dem Einfahrsignal Dohna und war somit Bahnhofsteil von Dohna.
Weesenstein ⊙

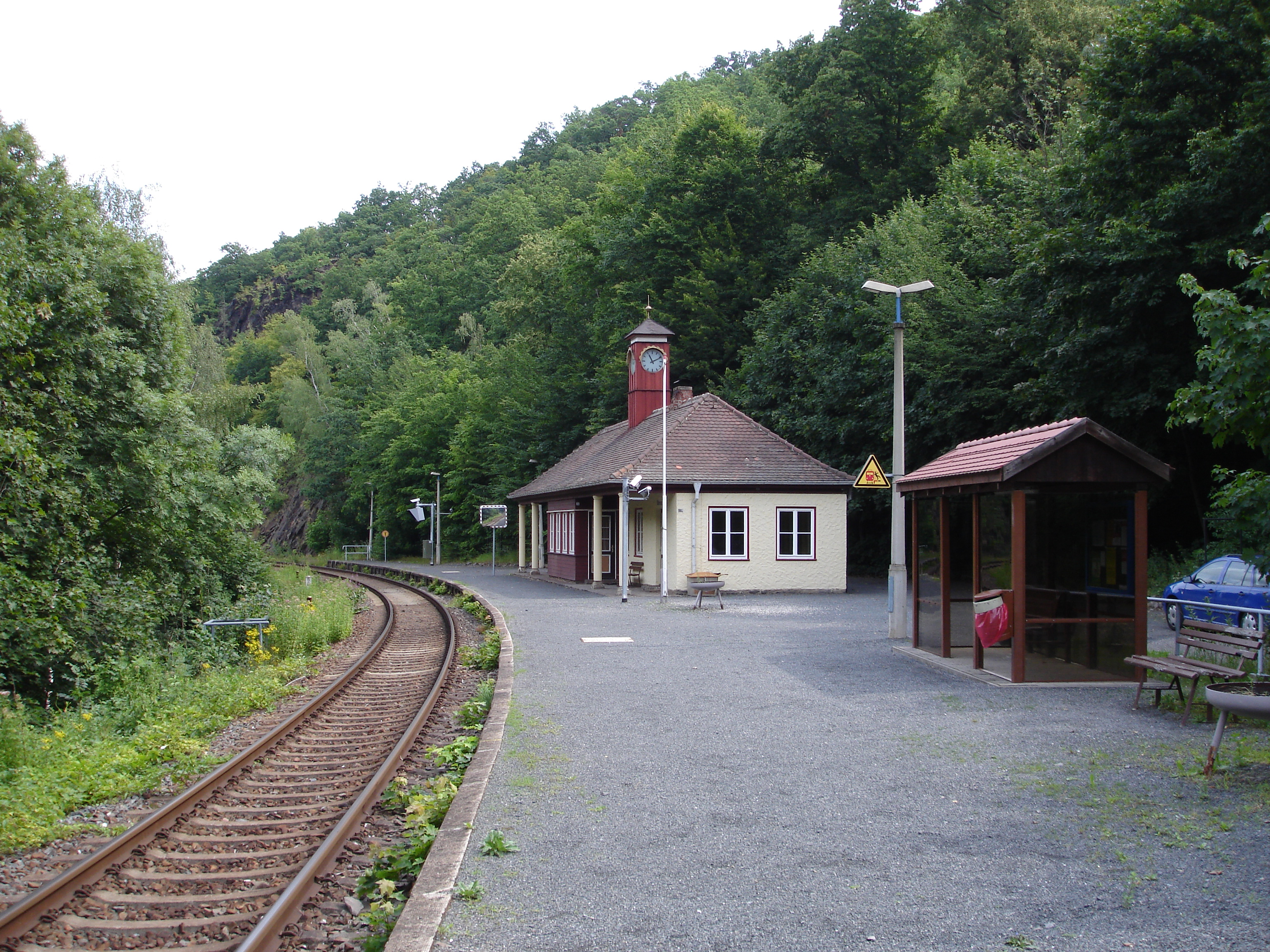
Haltepunkt Weesenstein (2008)

Der Haltepunkt Weesenstein ist heute nur ein Bedarfshaltepunkt. Das kleine Dienstgebäude befindet sich im Eigentum der Deutschen Bahn AG. Das Empfangsgebäude stammt aus dem Jahr 1938.
Burkhardswalde-Maxen ⊙

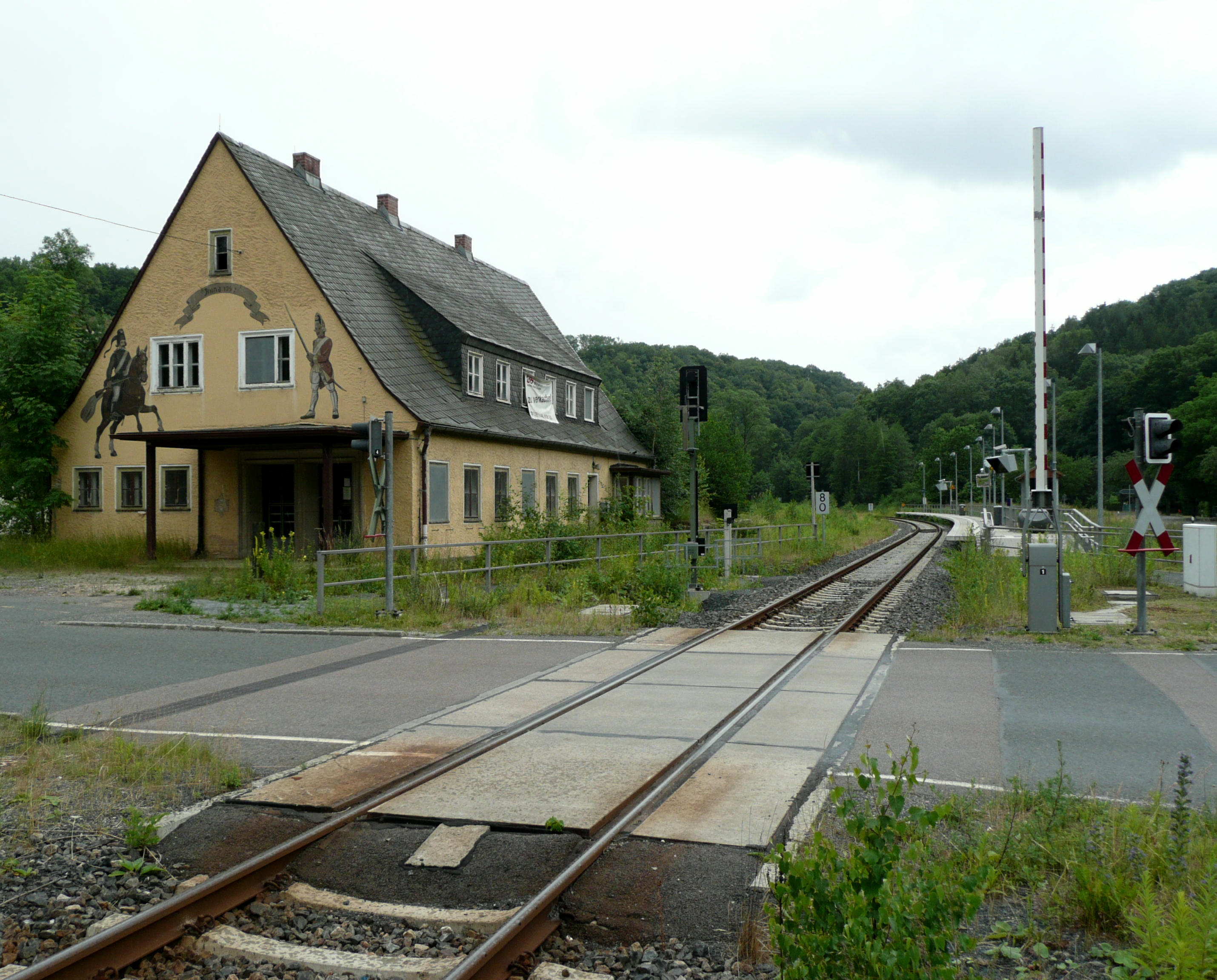
Haltepunkt Burkhardswalde-Maxen (2008)

Der Haltepunkt Burkhardswalde-Maxen befindet sich weit außerhalb der namensgebenden Ortschaften Burkhardswalde und Maxen. Er hat heute nur mehr eine geringe Verkehrsbedeutung. Direkt am Hang oberhalb des Bahnhofs befinden sich die ehemals bekannten Margon-Mineralquellen mit dem „Schloss Gesundbrunnen“. Bei der Streckensanierung in den Jahren 1998/99 wurde der einstige Bahnhof zum Haltepunkt zurückgebaut.
Das unter Denkmalschutz stehende Bahnhofsgebäude ist vor allem für seinen Sgraffito-Schmuck an der Giebelseite bekannt. Diese haben ihren Hintergrund in Ereignissen des Siebenjährigen Krieges, die in der Nähe stattfanden. Nach dem Gefecht von Maxen am 20. November 1759 kapitulierte der preußische General von Finck und wurde von den im Bündnis mit Sachsen stehenden Österreichern samt 14.000 Mann gefangen genommen (sog. Finckenfang). Abgebildet sind ein sächsischer Grenadier und ein preußischer Freikorpsritter, darüber die Inschrift „Anno 1759“. 2002 zerstörten die Wassermassen der Müglitz den hinteren hölzernen Güterbodenanbau des Bahnhofsgebäudes. Der Anbau wurde daraufhin abgerissen und nicht wiederaufgebaut.
Die Deutsche Bahn bietet das Stationsgebäude seit einigen Jahren zum Verkauf an, bisher jedoch ohne Erfolg. Das Gebäude steht leer und ist dem Verfall preisgegeben.
Mühlbach (b Pirna) ⊙
Der heutige Haltepunkt Mühlbach (b Pirna) bestand bereits an der Schmalspurbahn in nahezu unveränderter Lage. Er führte zunächst den Namen Häselich nach der anliegenden kleinen Ortschaft, später dann Häselich-Mühlbach. Seit dem 15. Mai 1938 trägt er den heutigen Namen.
Die Anlagen bestanden ursprünglich aus einem durchgehenden Streckengleis mit Bahnsteig und einem beidseitig angebundenem Ladegleis, das bei dem Umbau auf Normalspur entfiel. Die ursprünglich hölzerne Wartehalle wurde 1938 durch ein repräsentatives, deutlich vergrößertes Gebäude im Heimatstil ersetzt, das heute Wohnzwecken dient. Die Reiseverkehrsanlagen wurden bei der Streckensanierung in den Jahren 1998/99 einige Meter Richtung Heidenau verschoben und liegen heute nicht mehr im Gleisbogen.
Niederschlottwitz ⊙

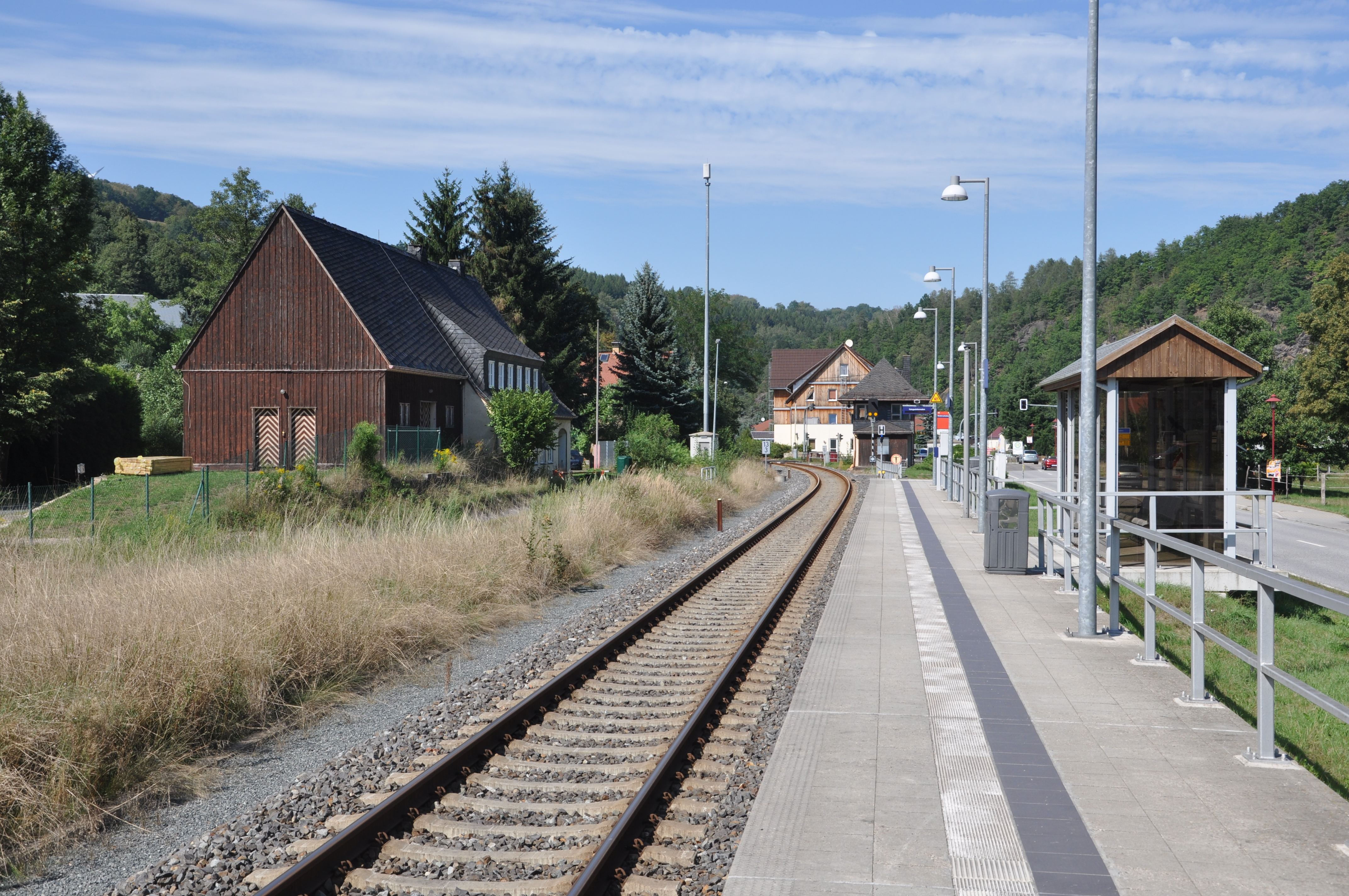
Haltepunkt Niederschlottwitz (2015)

Der frühere Bahnhof und heutige Haltepunkt Niederschlottwitz wurde 1938 auf dem Areal des Schmalspurbahnhofes aufgebaut. Das Empfangsgebäude gleicht weitgehend denen in Burkhardswalde und Bärenstein. Das Giebelgraffito stellt ein Bauernpaar dar, wie es für die Gegend typisch war. Das Hochstellwerk ist ein zeitgenössischer Typenbau.
Niederschlottwitz wurde 1999 nach Ausbau des zweiten Bahnhofsgleises zum Haltepunkt mit Blockstelle abgestuft. Das Hochstellwerk diente bis zum Hochwasser 2002 noch zur Sicherung der Blockstelle und des benachbarten Wegüberganges. Die Blockstelle wurde nach dem Hochwasser nicht wiedereingerichtet, zur Wegübergangssicherung dient heute eine automatische Anlage.
Oberschlottwitz ⊙

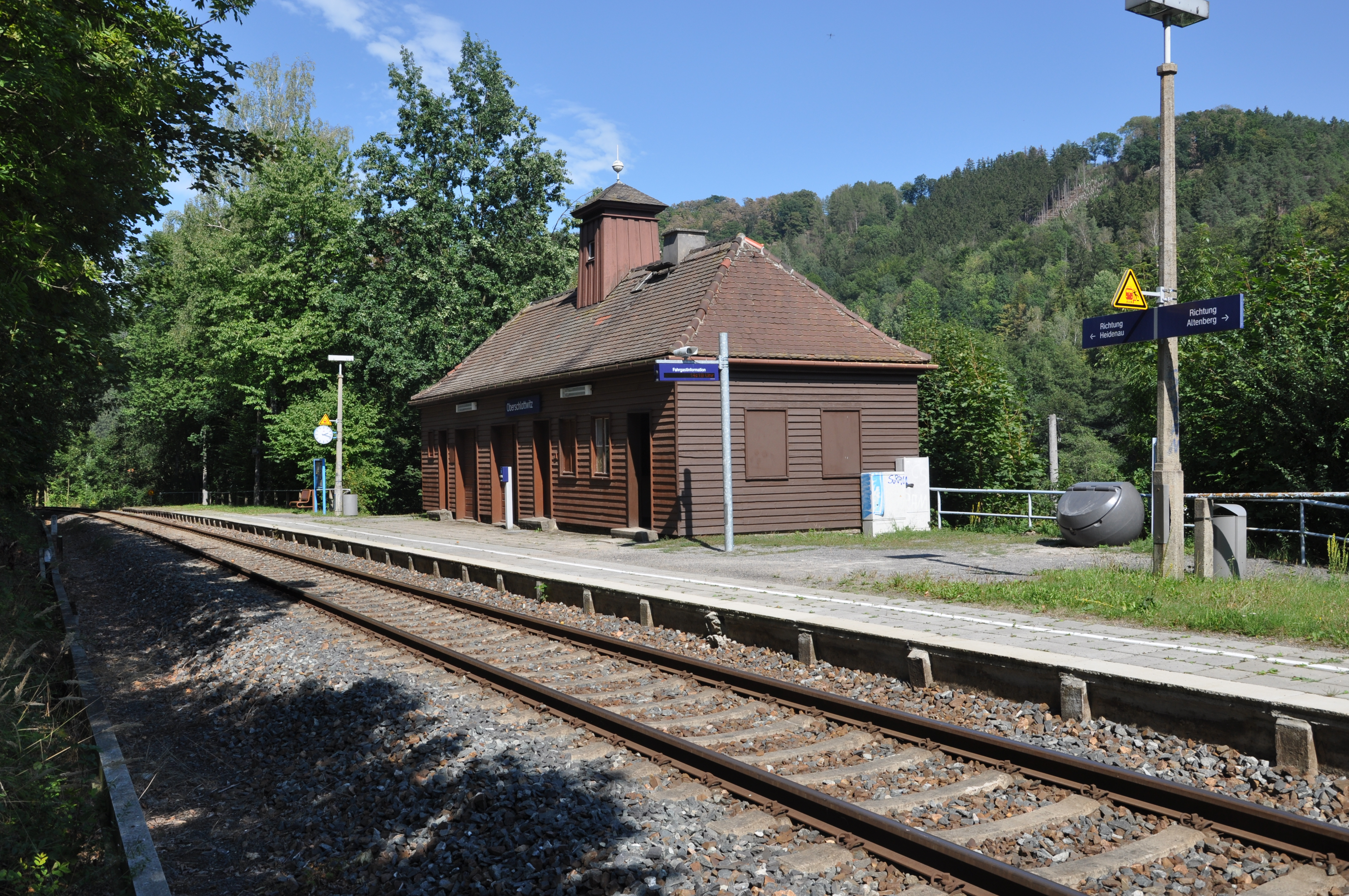
Haltepunkt Oberschlottwitz

Der Haltepunkt Oberschlottwitz wurde 1938 in der Steigung vor dem dortigen Müglitzviadukt eingerichtet und entsprach ungefähr der Lage des früheren Schmalspurbahnhofes. Das kleine, massive Empfangsgebäude im Heimatstil ist heute ungenutzt. Es gab die Idee, den Bahnhof mehr in den Ort zu verlegen, was vom VVO aus heutiger Sicht vorerst verworfen wurde.
Glashütte (Sachs) ⊙

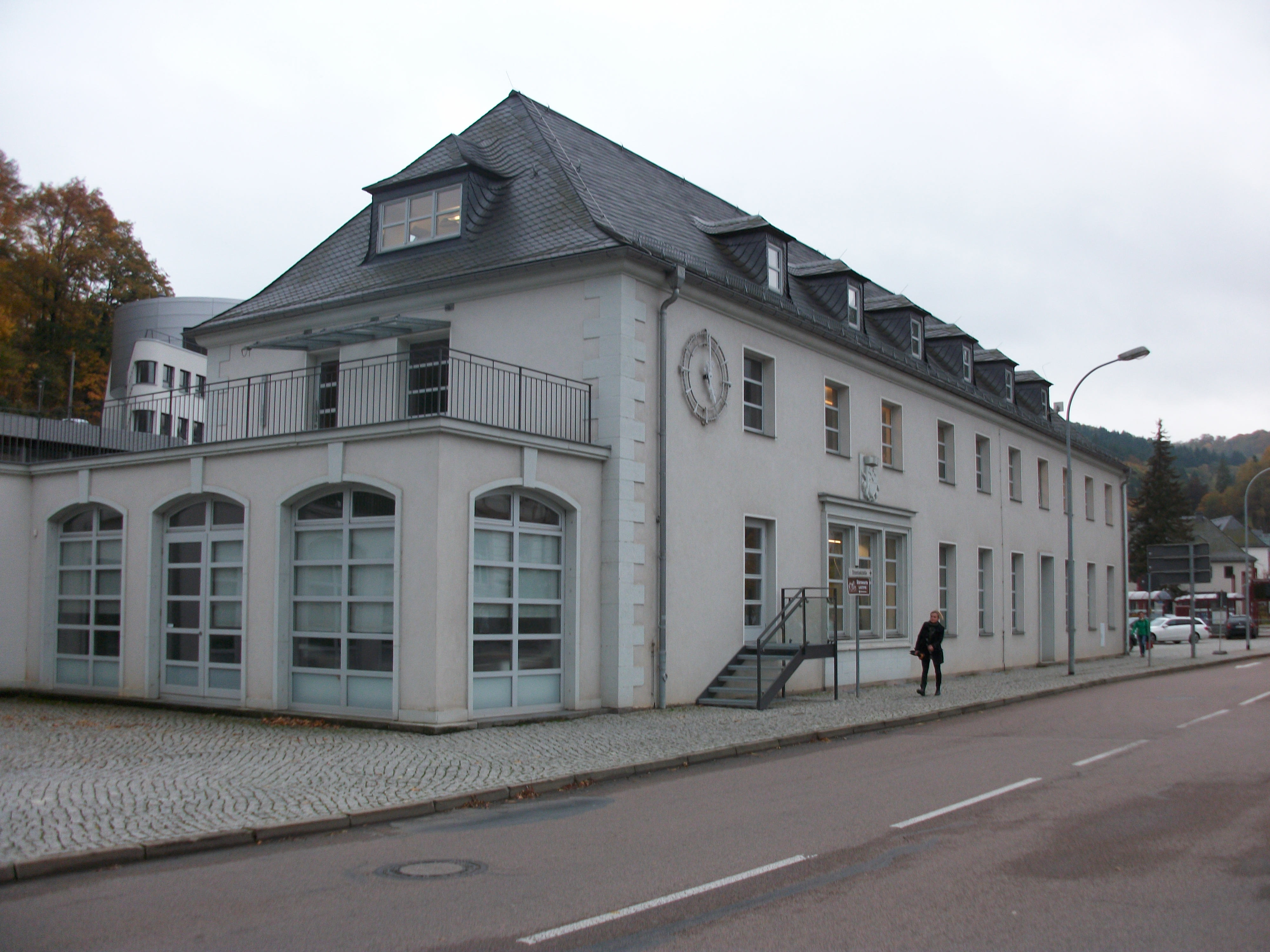
Bahnhof Glashütte (Sachs)

Der Bahnhof Glashütte (Sachs) ist heute der einzige Bahnhof der Strecke, in dem ein Ausweichgleis vorhanden ist und Zugkreuzungen stattfinden können. Beim Streckenneubau 1938 wurde das gesamte Bahnhofsgelände hochwassersicher höhergelegt. Dabei entstand auch ein neues Empfangsgebäude, welches heute als Sitz und Produktionsstandort dem Uhrenhersteller Nomos Glashütte dient.
Bärenhecke-Johnsbach ⊙

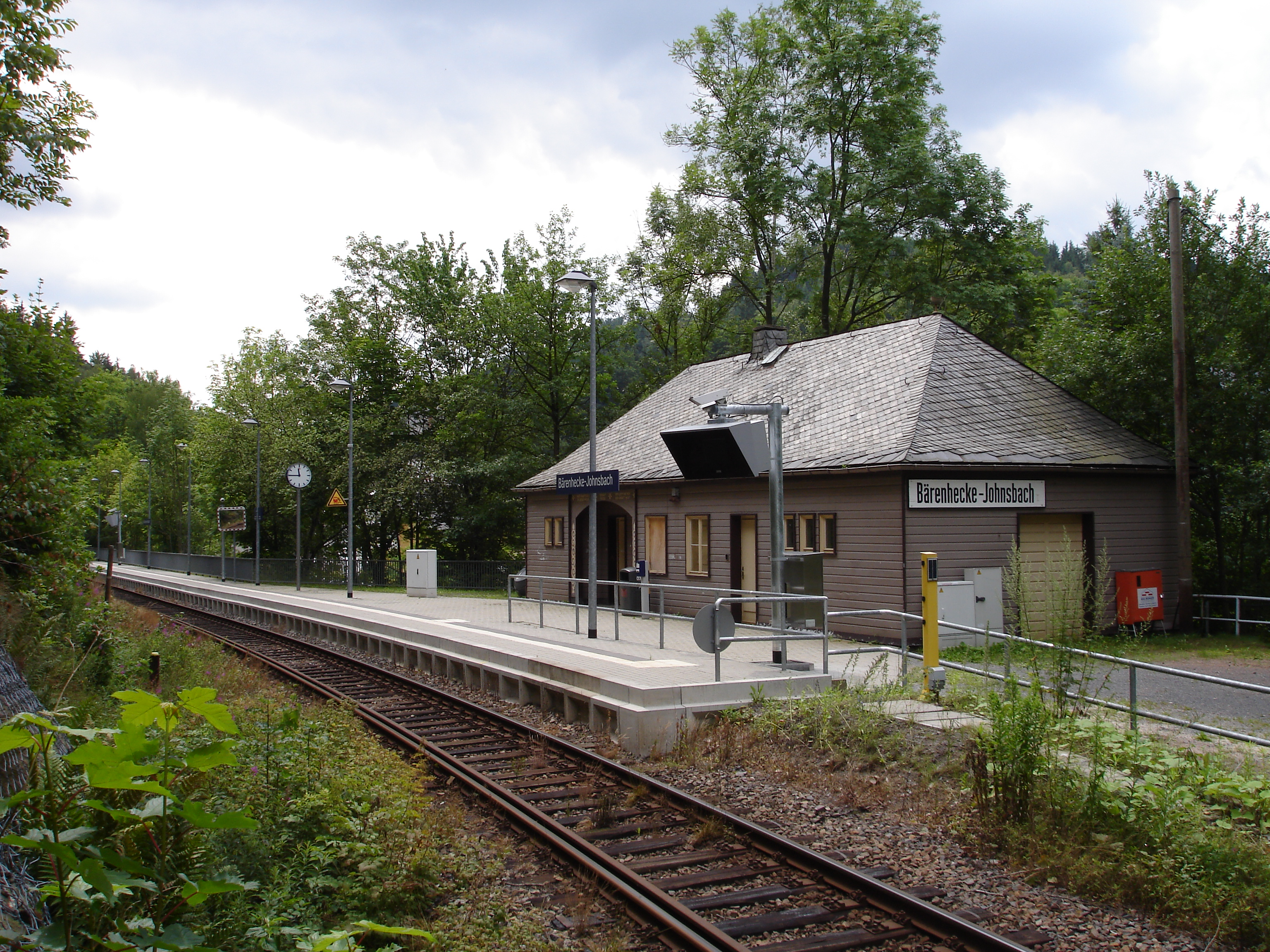
Haltepunkt Bärenhecke-Johnsbach

Der Haltepunkt Bärenhecke-Johnsbach liegt nahe beim Ort Bärenhecke jenseits der Müglitz, besitzt aber wegen der großen Entfernung zur wesentlich größeren namensgebenden Ortschaft Johnsbach nur eine sehr geringe Bedeutung im Reiseverkehr. Unmittelbar am Haltepunkt befand sich bis zu dessen Auflassung Anfang der 1990er-Jahre das Anschlussgleis der Mühle und Bäckerei Bärenhecke.
Bärenstein (b Glashütte/Sachs) ⊙

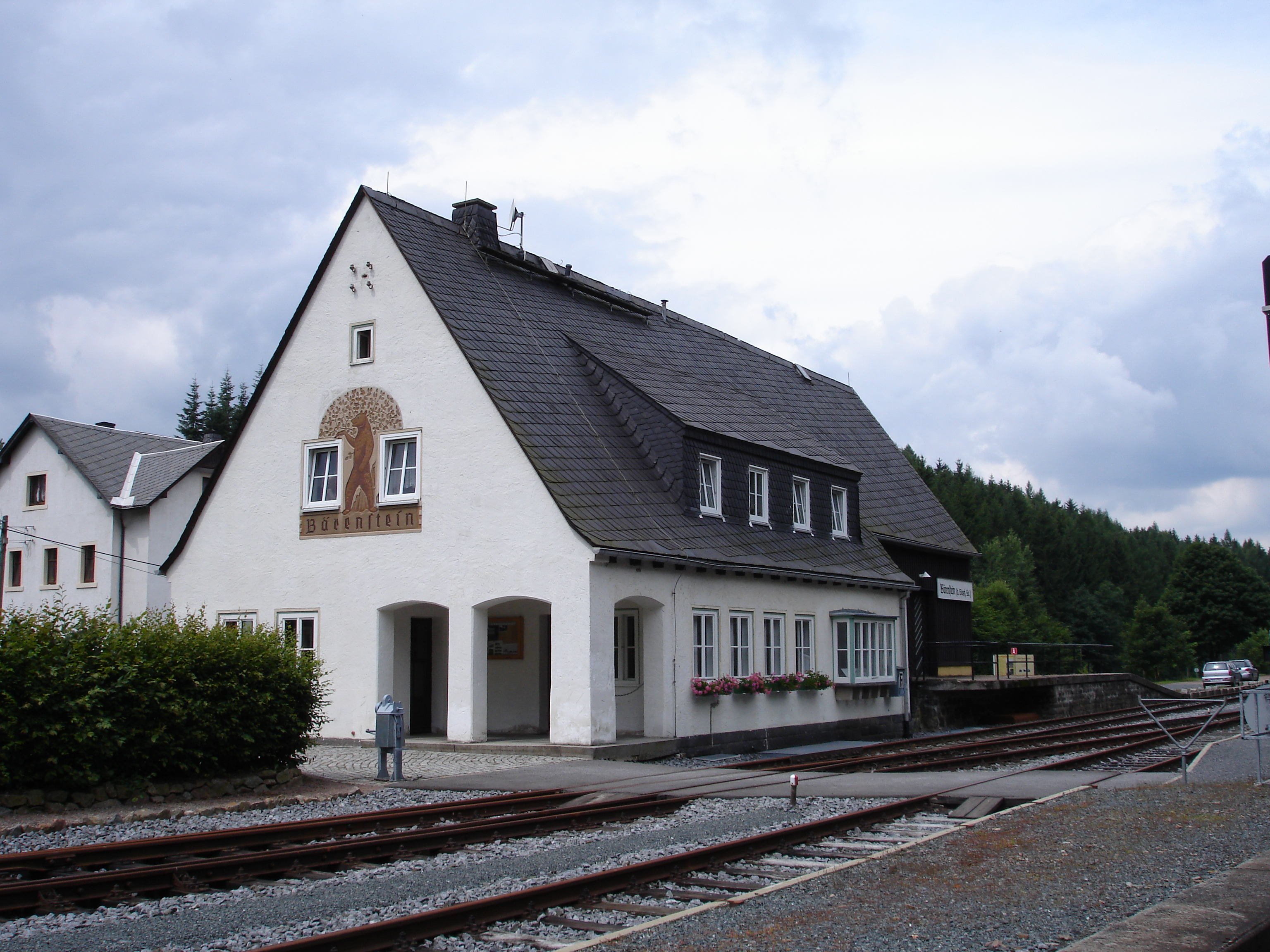
Haltepunkt Bärenstein (b Glashütte/Sachs)

Der heutige Haltepunkt Bärenstein (b Glashütte/Sachs) war ursprünglich ein Bahnhof. Im Empfangsgebäude hatte der 1998 gegründete Förderverein für die Müglitztalbahn e. V. seinen Vereinssitz, der das Bahnhofsgelände zu einem musealen Ensemble ausgebaute. Die vom Verein als Ausweichanschlussstelle (Awanst) betriebenen Gleisanlagen des Bahnhofes ermöglichten zeitweise auch das Begegnen von Sonderfahrten mit dem Regelverkehr. Nach der Insolvenz des Vereins befindet sich das Empfangsgebäude und die Nebenanlagen seit 2016 im Privatbesitz.
Bemerkenswert ist das älteste Wasserhaus Sachsens aus der Schmalspurzeit, welches nach wie vor bei Dampflokfahrten dem Ergänzen der Betriebsvorräte dient. Ein baugleiches Gebäude existiert in ganz Sachsen nur noch am heutigen Haltepunkt Burkhardswalde-Maxen und bei der Preßnitztalbahn in Steinbach.
Lauenstein (Sachs) ⊙
Der heutige Haltepunkt Lauenstein (Sachs) war bis 1998/99 als mehrgleisiger Bahnhof ausgebaut. Vor dem Umbau zum Haltepunkt war Lauenstein eine wichtige Kreuzungsmöglichkeit im oberen Streckenteil.
Hartmannmühle ⊙

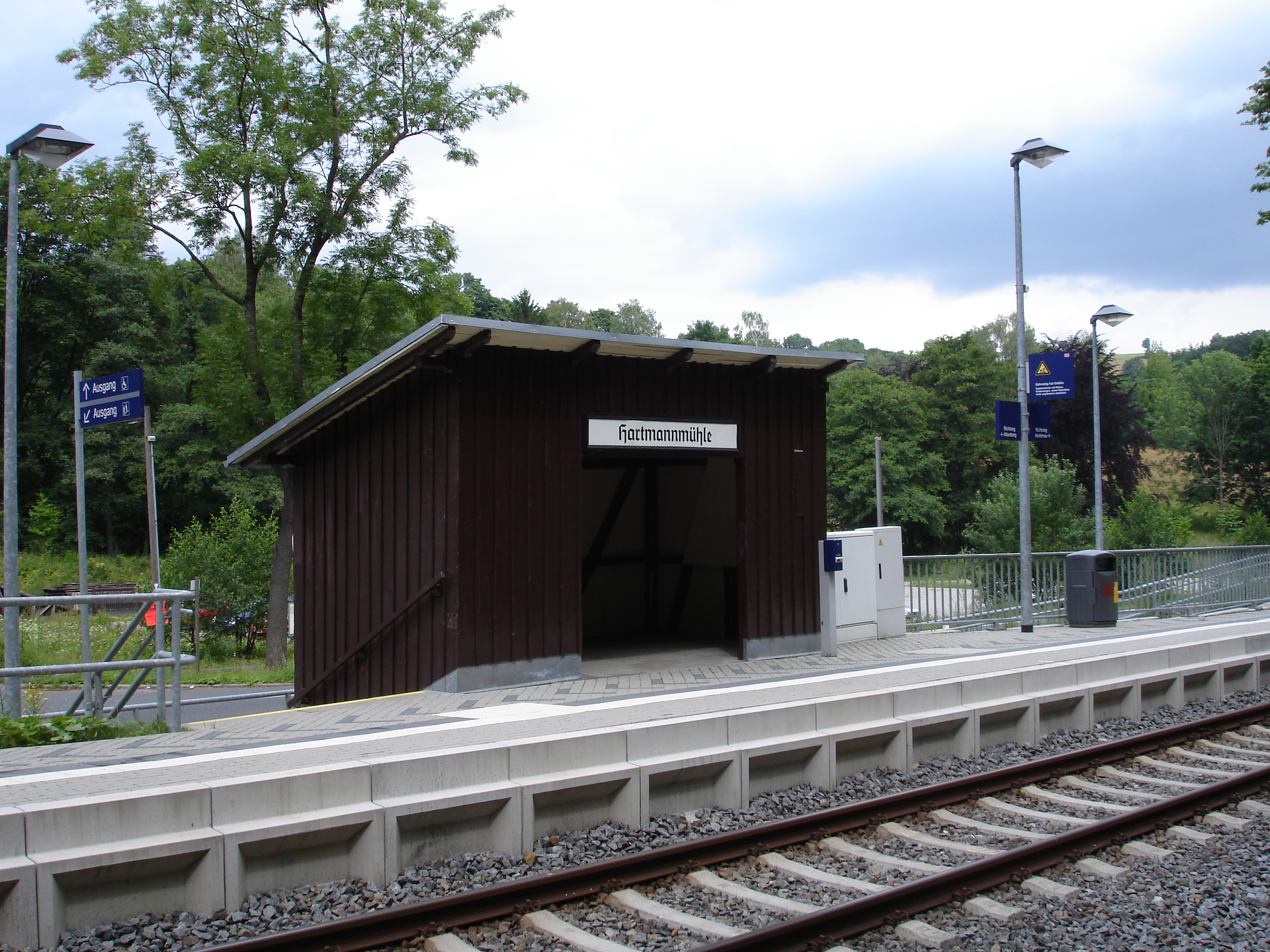
Haltepunkt Hartmannmühle (2008)

Am Haltepunkt Hartmannmühle befindet sich noch heute die aus der Schmalspurzeit stammende hölzerne Wartehalle. Gegenüber dem Haltepunkt befindet sich heute als touristische Attraktion der Wildpark Osterzgebirge. Wegen der geringen Verkehrsbedeutung ist Hartmannmühle nur ein Bedarfshalt.
Geising ⊙

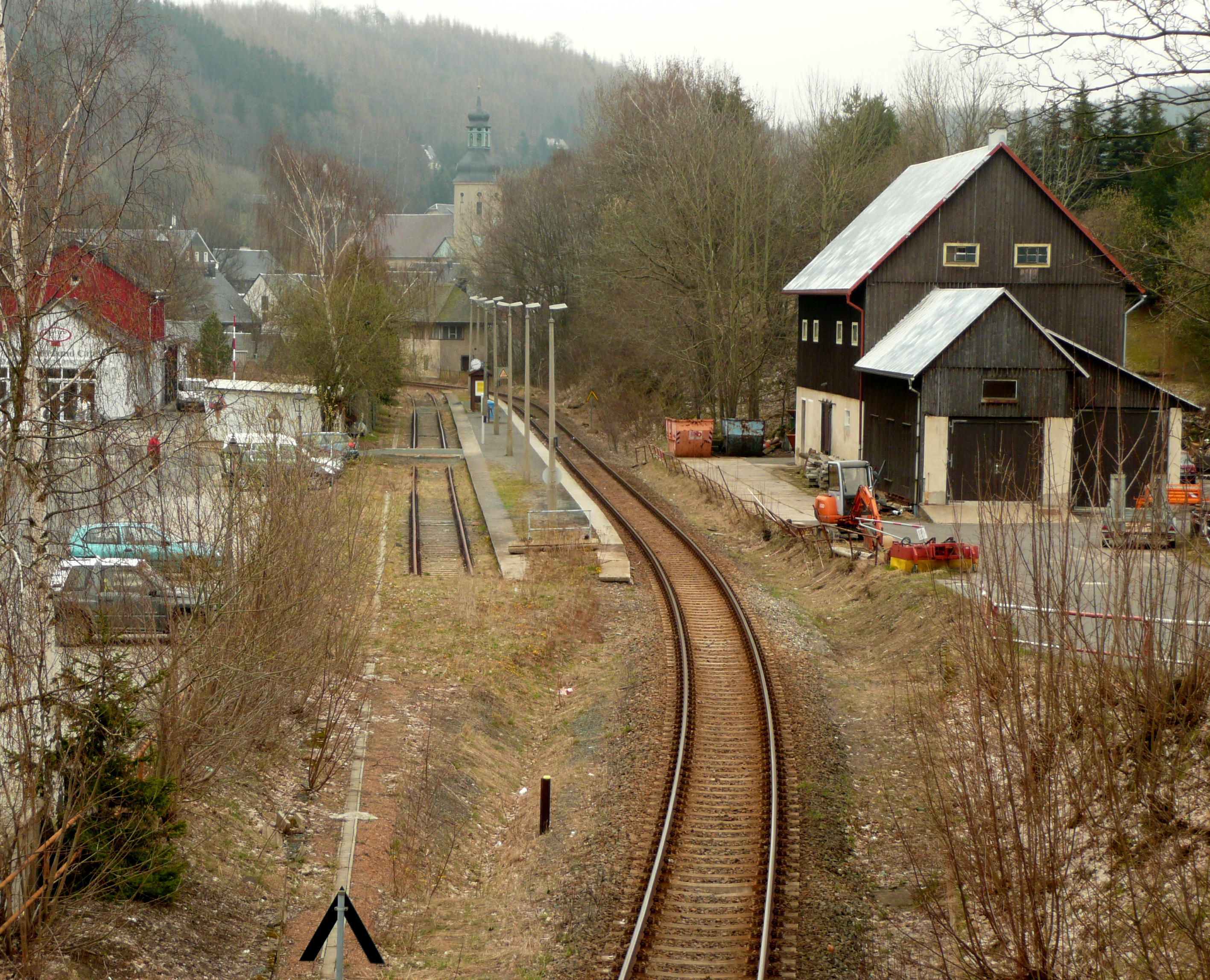
Haltepunkt Geising (2008)

Der heutige Haltepunkt Geising war bis 1923 als Bahnhof Geising-Altenberg Endpunkt der alten Schmalspurbahn. Im Oktober 1966 wurde der Bahnhof Geising mit einer Schlamm- und Geröllwelle überflutet, die aufgrund eines Schadens an der Kanalisation der Spülhalde des VEB Zinnerz Altenberg ausgetreten war. Daraufhin wurden der Bahnhof zum Haltepunkt zurückgebaut und das Stellwerk aufgelassen. Das Empfangsgebäude stammt noch aus der Schmalspurzeit; es wurde 1938 nur mit einem geräumigen Warteraum ergänzt. Heute dient es gewerblichen Zwecken.
Geisingberg-Sprungschanze
Der Haltepunkt Geisingberg-Sprungschanze bestand nur zwischen 1933 und 1941. Er wurde nur bei Sportveranstaltungen auf der Sprungschanze am Geisingberg bedient.
Kurort Altenberg (Erzgeb) ⊙

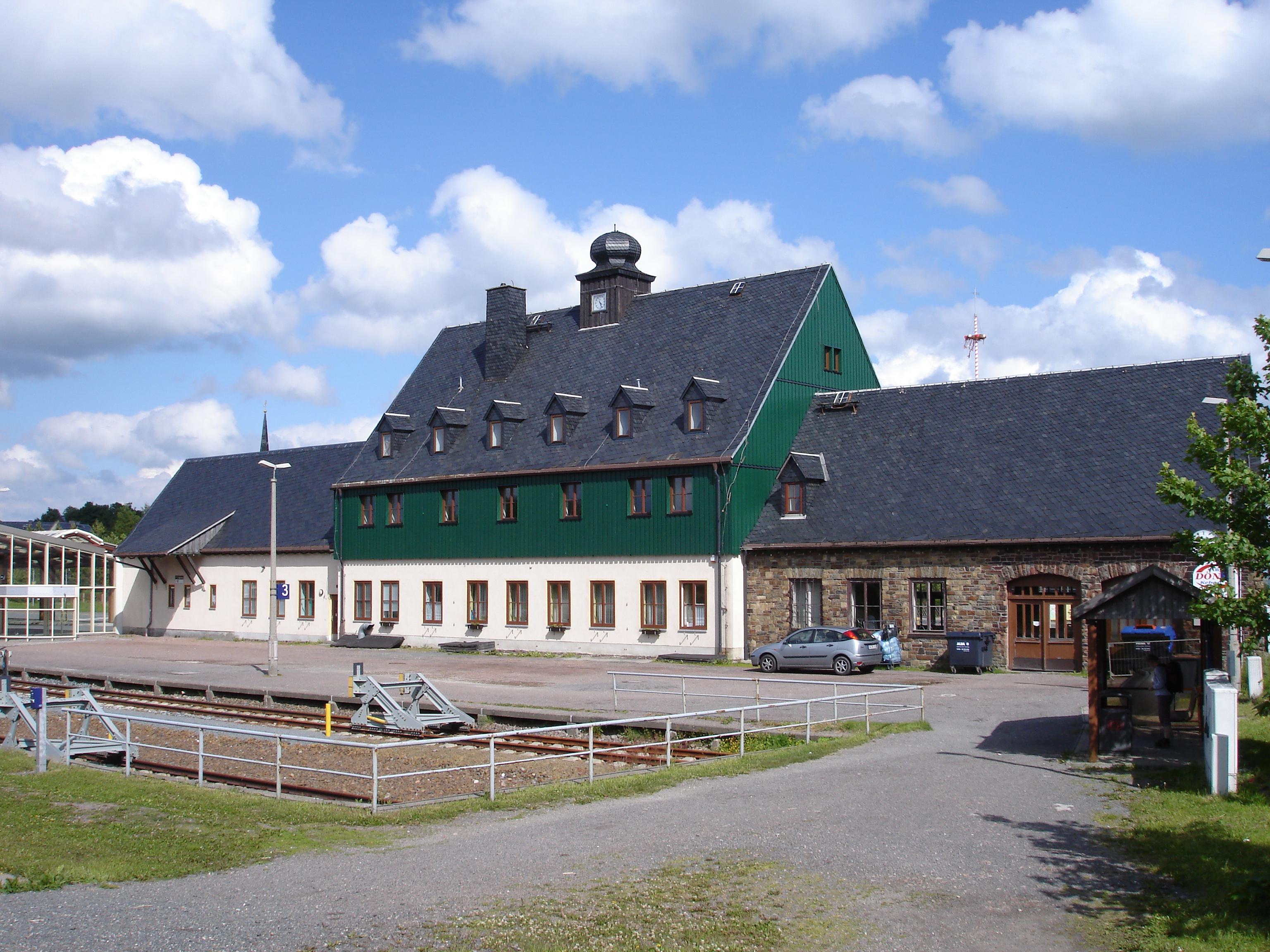
Bahnhof Kurort Altenberg (2009)

Im Bahnhof Kurort Altenberg endet die Müglitztalbahn. Er entstand 1938 an gleicher Stelle wie der alte Schmalspurbahnhof, allerdings mit veränderter Gleisachse. Ursprünglich bestanden für den Wintersportverkehr vier Bahnsteiggleise, die nach der 1999 erfolgten Sanierung der Strecke auf drei reduziert wurden. Der 1938 erbaute zweiständige Lokschuppen wurde bis 2001 genutzt; der Lokbahnhof Altenberg bestand bis 2000, zuletzt als Personaleinsatzstelle. Unmittelbar am Bahnhof besteht eine überdachte ÖPNV-Schnittstelle zum Überlandbusverkehr, die multifunktional auch als Veranstaltungshalle dienen kann. Das 1945 zerstörte und später wiederaufgebaute Empfangsgebäude gehört heute der Stadt Altenberg, die darin eine Touristinformation und ein Loipenhaus betreibt.
Der Bahnsteig 1 wurde im Jahr 2013 mit Mitteln des Bundes aus dem Bundesschienenwegeausbaugesetz barrierefrei ausgebaut. Er erhielt eine Bahnsteighöhe von 55 Zentimetern über Schienenoberkante und ein Blindenleitsystem. Die Kosten dafür betrugen über 240.000 Euro.

## Fahrzeugeinsatz
- Baureihe 84: Die Lokomotiven der Baureihe 84 wurden 1935–1937 speziell für die Müglitztalbahn entwickelt und gebaut. Diese leistungsstarken Lokomotiven waren zum einen in der Lage, die engen 140-Meter-Radien der Müglitztalbahn anstandslos zu befahren, und hatten zum anderen eine deutlich höhere Zugkraft als die Baureihe 86. Bis nach dem Zweiten Weltkrieg bewältigten diese Lokomotiven den gesamten Zugverkehr auf der Müglitztalbahn. Ab 1949 gelangten sämtliche Lokomotiven ins Westerzgebirge und wurden dort vor Uranerzzügen der SDAG Wismut eingesetzt.

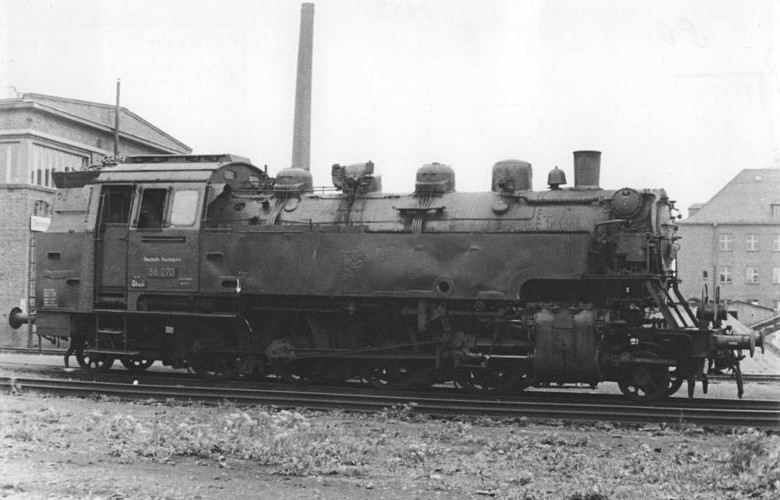
Die 86 270 im Bw Dresden-Friedrichstadt (1952)

- Baureihe 86: Die Lokomotiven der Baureihe 86 kamen als Ablösung für die Baureihe 84 um 1950 auf die Müglitztalbahn. Bis um 1960 bewältigten die 86er den gesamten Zugverkehr auf der Müglitztalbahn.
- Baureihe 50: Für die Beförderung schwerer Züge erwies sich die Baureihe 86 als ungeeignet. Ab ca. 1960 wurden vor allem die langen Züge des Wintersportverkehrs – die nun oft aus zwei vierteiligen Doppelstockeinheiten DBv bestanden – mit der Schlepptenderlokomotive Baureihe 50 bespannt. Als betrieblich vorteilhaft erwies es sich auch, dass diese in Altenberg im Gegensatz zu den bislang eingesetzten Tenderlokomotiven keine neuen Vorräte aufnehmen musste. Erst 1976 wurde die Baureihe 50 vor den Wintersportzügen von Diesellokomotiven abgelöst.
- Baureihen 110, 112 und 114: Frühzeitig begann auf der Müglitztalbahn die Umstellung von Dampf- auf Dieseltraktion. Ab 1967 kam die Baureihe V 100 (ab 1970: 110) vor allen regulären Zügen zum Einsatz. Zwischen ca. 1970 und 2002 war diese Reihe die Stammlokomotive auf der Müglitztalbahn.
- Baureihe 118: Die sechsachsigen Lokomotiven der Baureihe 118 (ex V 180) lösten ab dem Winterfahrplan 1972/73 die Dampflokomotiven vor den Wintersportzügen ab. Zunächst verkehrten nur die Leipziger Züge mit den Diesellokomotiven, ab 1976 beförderten sie auch die ab Dresden eingesetzten Wintersportzüge.
- Baureihe 642: Seit 2002 wird sämtlicher Reisezugverkehr mit den Regionaltriebwagen der DB-Baureihe 642 (Siemens Desiro Classic) abgewickelt.

## Film
- SWR: Eisenbahn-Romantik – Die Rückkehr der Müglitztalbahn (Folge 508); Schatztruhe Müglitztalbahn (Folge 387)